# Яванці

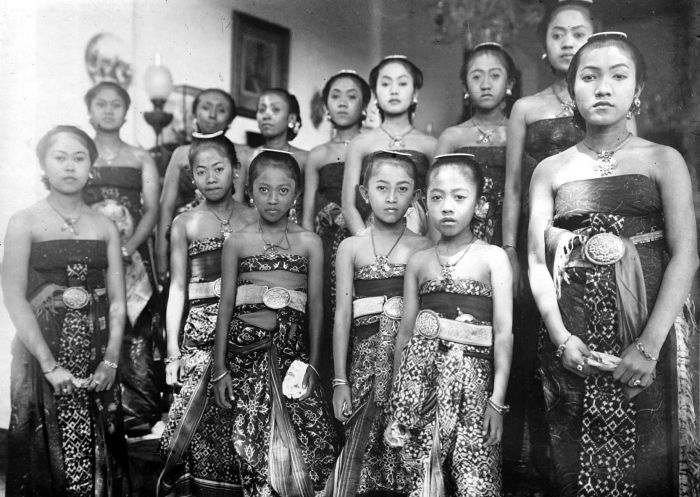
Яванки в традиційному вбранні

Ява́нці (яван. Wong Jawa, Tiyang Jawi, індонез. Orang Jawa, Suku Jawa) — найчисленніший народ Індонезії, який населяє центральну частину острова Ява, прибережні райони островів Суматра і Калімантан, а також ряд інших районів країни.
Хоча острів Ява становить лише 7 % території Індонезії, тут проживає 57 % її населення. Яванці домінують в індонезійському суспільстві в політичному, культурному та географічному плані. Серед них популярною є ідея єдиної індонезійської нації. Хоча яванська культура є лише однією з регіональних культур країни, вона має набагато сильніший вплив на національну культуру, ніж культури всіх інших народів. Яванський світогляд цілковито пронизує індонезійську бюрократію, уряд та армію. Індонезійці, що не є яванцями, часто скаржаться на яванський «колоніалізм», який замінив його голландський варіант.
Власна назва народу звучить вонг-джава (неформальний стиль) або тіянг-джаві (ввічливий стиль).

## Розселення і чисельність
Батьківщина яванців — центральні райони острова Ява. Більшість їх живе тут і досі, вони становлять абсолютну більшість населення в провінціях Центральна Ява й Східна Ява (без острова Мадура) та в окрузі Джок'якарта. Яванці населяють більшість території острова. Їхніми сусідами на заході є сунданці (провінція Західна Ява), на північному заході — батавці (місто Джакарта), на сході — мадурці (східна частина провінції Східна Ява, включаючи острів Мадура).
Ява — один із п'яти великих островів Індонезії. Його рельєф складається з гір, плато та прибережних рівнин. Північна прибережна рівнина виходить до узбережжя мілководного Яванського моря. Уздовж південного узбережжя плато різко обривається в напрямку Індійського океану. Клімат тут тропічний, із сухим сезоном з березня по вересень і вологим сезоном з вересня по березень. У горах і на плато трохи прохолодніше, ніж у низинах. Як і більша частина Індонезії, Ява тектонічно нестабільна, часто трапляються землетруси та виверження вулканів.
Острів Ява за розміром приблизно такий як Британія. Оброблювані землі займають 63 % його території, 25 % під культурою вологого рису. Щільність населення на Яві є однією з найвищих у світі. Дефіцит земель спонукає яванців до міграції в інші регіони. Століттями вони селилися на північному узбережжі Західної Яви, особливо в районах Чиребон та Бантен. Задяки політиці трансміграції, що проводиться індонезійським урядом, багато яванців сьогодні живе на інших островах, зокрема на Суматрі та Калімантані. У провінції Лампунг на півдні Суматри вони навіть становлять більше половини населення.
За межами Індонезії яванці живуть у Малайзії, Сінгапурі, Австралії, Новій Каледонії, Суринамі та Нідерландах.
Чисельність яванців, станом на 1980 рік, становила 68,5 млн осіб. За даними перепису населення 2010 року в Індонезії проживало 95 217 022 яванці, це 40,22 % населення країни. Розподіл яванців за провінціями:
| Провінція        | Чисельність | Доля в населенні | Провінція                    | Чисельність | Доля в населенні |
| ---------------- | ----------- | ---------------- | ---------------------------- | ----------- | ---------------- |
| Ачех             | 400 023     | 8,94 %           | Західна Південно-Східна Нуса | 78 916      | 1,76 %           |
| Північна Суматра | 4 319 719   | 33,41 %          | Східна Південно-Східна Нуса  | 54 511      | 1,17 %           |
| Західна Суматра  | 217 096     | 4,49 %           | Західний Калімантан          | 427 333     | 9,74 %           |
| Ріау             | 1 608 268   | 29,20 %          | Центральний Калімантан       | 478 434     | 21,67 %          |
| Джамбі           | 893 156     | 29,10 %          | Південний Калімантан         | 524 357     | 14,51 %          |
| Південна Суматра | 2 037 715   | 27,41 %          | Східний Калімантан           | 1 069 826   | 30,25 %          |
| Бенгкулу         | 387 281     | 22,64 %          | Північне Сулавесі            | 70 934      | 3,13 %           |
| Лампунг          | 4 856 924   | 64,06 %          | Центральне Сулавесі          | 221 001     | 8,42 %           |
| Банка-Белітунг   | 101 655     | 8,34 %           | Південне Сулавесі            | 229 074     | 2,86 %           |
| Острови Ріау     | 417 438     | 24,97 %          | Південно-Східне Сулавесі     | 159 170     | 7,14 %           |
| Джакарта         | 3 453       | 36,17 %          | Горонтало                    | 35 289      | 3,40 %           |
| Західна Ява      | 5 710 652   | 13,29 %          | Західне Сулавесі             | 56 960      | 4,92 %           |
| Центральна Ява   | 31 560 859  | 97,73 %          | Малуку                       | 79 340      | 5,20 %           |
| Джок'якарта      | 3 331 355   | 96,53 %          | Північне Малуку              | 42 724      | 4,13 %           |
| Східна Ява       | 30 019 156  | 80,69 %          | Західне Папуа                | 111 274     | 14,77 %          |
| Бантен           | 1 657 470   | 15,63 %          | Папуа                        | 233 145     | 8,39 %           |
| Балі             | 372 514     | 9,60 %           |                              |             |                  |

## Мова
Говорять яванською та індонезійською (Bahasa Indonesia, офіційна мова Індонезія, варіант малайської) мовами. Вдома та між собою користуються яванською, а публічно та в спілкуванні з іншими етнічними групами — індонезійською.

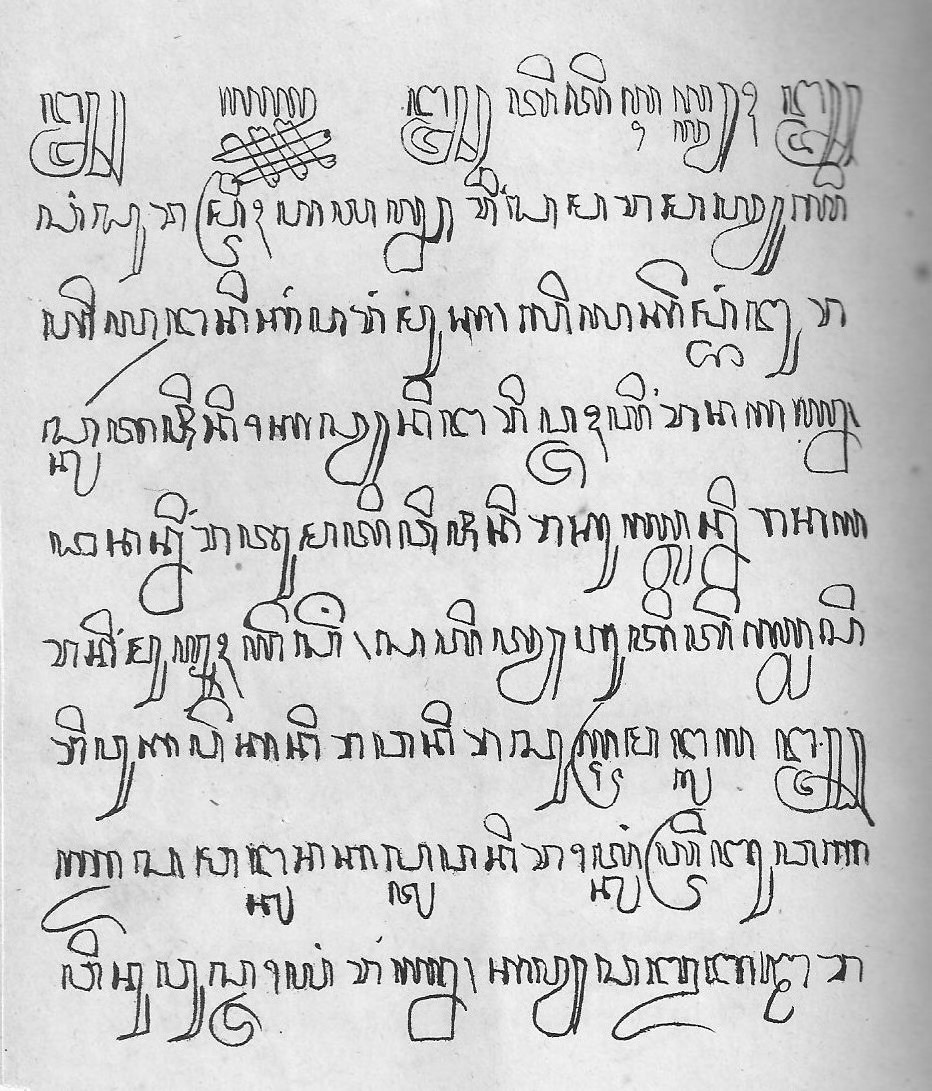
Текст, написаний яванським письмом.

Яванська мова належить до західної гілки малайсько-полінезійських мов. Найбільше схожа вона із сусідніми сунданською та мадурською мовами. Поділяється на декілька локальних діалектів.
Яванська мова має 3 варіанти писемності: латиниця, яванське письмо та пегон на основі арабської графіки. Сучасне яванське письмо (яван. Aksara Jawa, Hanacaraka) існує з XIII ст., воно є продовженням давньояванського письма каві. Пегон використовують приблизно з 1300 року переважно для запису релігійних текстів. Латиниця є найпоширенішим яванським письмом із середини XX ст.
Література яванською мовою існує з VIII ст.
Яванська мова містить сотні санскритських слів, запозичених ще в добу індуїстсько-буддійських держав, що існували до 1500 року.
Яванська мова включена до навчальної програми початкової та середньої школи Центральної Яви, Джок'якарти та Східної Яви.
Яванська мова має дев'ять стилів мовлення, використання яких визначається принципами етикету. Свої витоки вони мають у яванських державах індуїстсько-буддійської доби з їх ієрархією суспільства та складною системою виявлення поваги й відображають соціальні відмінності між різними верствами населення. Використання певного стилю залежить від статусних відмінностей співрозмовників, їх віку та статі. Сьогодні найпоширенішими стилями є нгоко (неформальний, його доцільно використовувати лише з людьми рівного статусу, яких близько знаєш, або з людьми нижчого статусу), крама (ввічливий, використовують при розмові з людьми старшого віку, людьми, вищими за статусом, та людьми, статус яких не відомий співбесіднику) та мадья (середнє між неформальним та ввічливим), є ще кілька інших. Спостерігається тенденція до спрощення рівня мовлення.

## Релігія

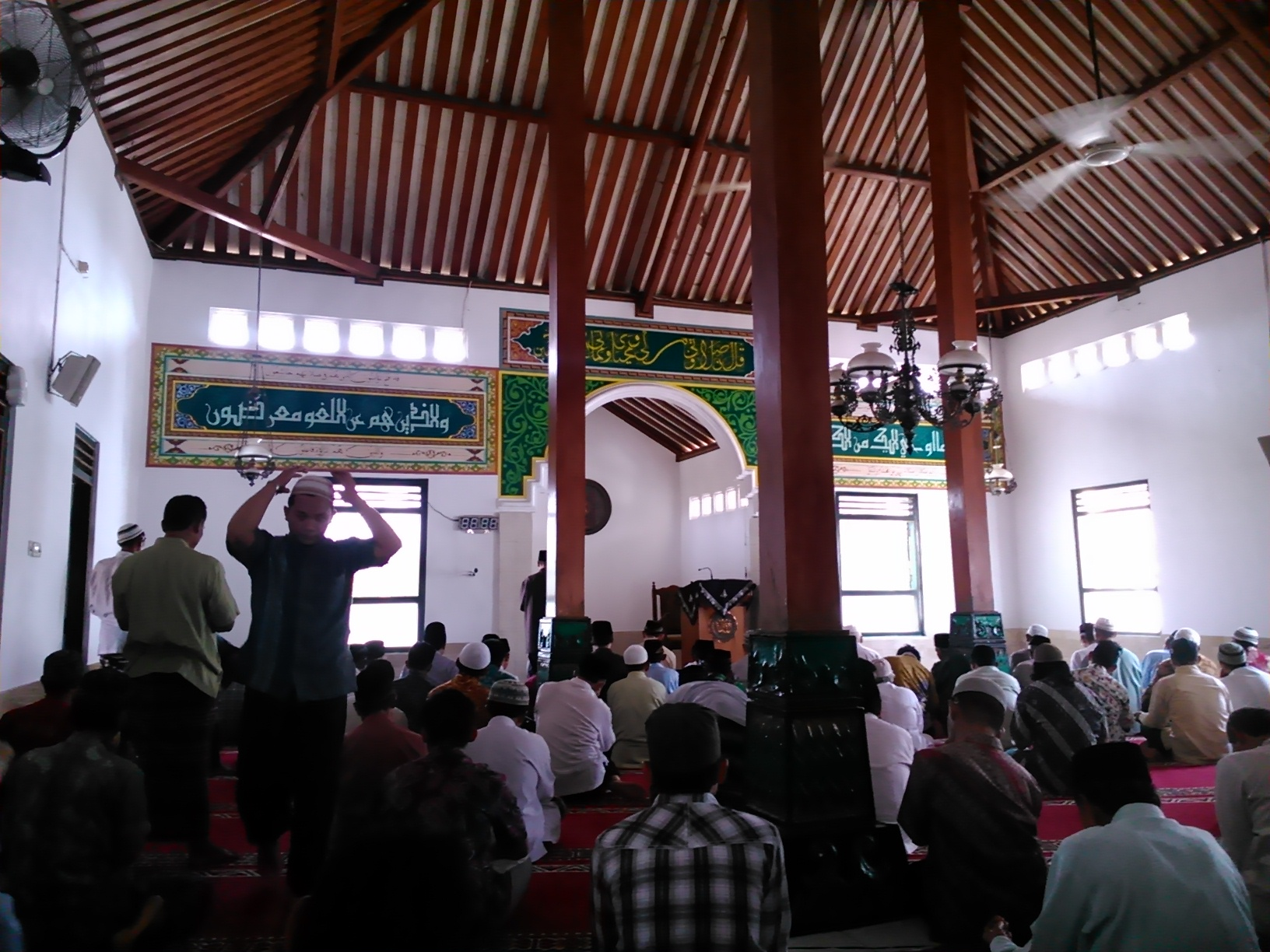
Служба в мечеті Джок'якарти.

За віросповіданням абсолютна більшість яванців — мусульмани-суніти (з XV—XVII ст.), є кілька сотень тисяч християн (із середини XX ст.); збереглися також пережитки індуїстських, буддистських та анімістичних вірувань.
Номінально щонайменше 95 % яванців визнають іслам своєю релігією. Це третя за чисельністю мусульманська етнічна група у світі після арабів та бенгальців. Проте на Яві сформувалась зовсім інша форма ісламу, ніж та, що існує на Близькому Сході, в Північній Африці, в Середній Азії та інших регіонах. Глибина прихильності до мусульманської релігії сильно відрізняється у різних груп населення, за цим показником суспільство поділяється на дві основні групи: сантрі та абанган. Сантрі (santri, інакше muslimin або muslimah, якщо це жінка), а це приблизно 25-30 % яванців, більш тісно ототожнюють себе з ісламом та його естетикою, дотримуються ісламського дрес-коду, особливо що стосується жінок. Вони старанно виконують вимоги ісламського вчення, п'ять разів на день виконують необхідні молитви, щоп'ятниці відвідують спільні молитви в мечеті, дотримуються посту протягом місяця Рамадан (Pasa), не їдять свинини та докладають усіх зусиль, щоб хоча б раз здійснити паломництво до Мекки.
Сантрі, в свою чергу, поділяються на прибічників традиціоналістських та модерністських поглядів. Традиціоналісти дотримуються синкретичної та схильної до містицизму версії ісламу, який століттями практикували яванці. Вони більш гнучкі у своєму тлумаченні ісламських заповідей. До другої половини XIX ст. не існувало жодних проблем з місцевою синкретичною формою ісламу. Проте з початком «сучасної» доби багато людей стало подорожувати за межами країни, особливо здійснювати паломництво до Мекки. Індонезійці зрозуміли, що їх власний іслам сильно відрізняється від загальноприйнятних норм. Модерністи прагнуть змінити місцеву практику й привести її до глобальних стандартів. Вони надають більшої ваги буквальному розумінню текстів Корану та ісламських законів. Сантрі присутні серед усіх соціальних верств, але вони переважають у комерційних колах.
Абангани (abangan, інакше islam kejawen), які становлять більшість яванців, мають дещо неоднозначне ставлення до своєї офіційної релігії. Вони, хоча й називають себе мусульманами, рідко належним чином виконують свої релігійні обов'язки та не будують своє життя у відповідності до заповідей ісламу. Вони вважають себе носіями корінної яванської культури. Їхні вірування забарвлені традиційним містичним яванським світосприйняттям, мусульманська релігія яванців-абанганів є синкретичною, іслам накладається на духовні та містичні вірування індуїстського, буддійського та анімістичного походження. Селяни-абангани знають загальну структуру ісламу, але не дотримуються його букви. Окрім Аллаха, абангани вірять у кілька індуїстських божеств та численних духів, які населяють довкілля. Вони також вірять у магічну силу, якою володіє дукун (dukun), місцевий фахівець з магічної практики. У яванців існує багато різновидів дукунів, які спеціалізуються на проведенні певних ритуалів.
Яванці зберігають сильну віру в духів і легко узгоджують її зі своїм бажанням залишатися добрими мусульманами. Вони шанують духів предків, духів природи, розглядаючи їх як життєздатне джерело як добра, так і нещастя. Віру в існування духів зберігають навіть сантрі. Яванці й досі вважають, що багато індуїстських богів блукають їхніми селами. Відвідування мечеті та спілкування з імамом з особистих проблем може супроводжуватися візитом до дукуна, щоб той вирішив ці проблеми заклинанням. І це не вважається протиріччям. Частина яванців вірить у перевтілення, спадок індуїстсько-буддійського минулого, яке засуджується правовірними мусульманами.
Релігійне життя абанганів зосереджується на проведенні обрядових бенкетів, що звуться сламетан (slametan). Функція сламетан полягає у сприянні досягнення сламет (slamet), стану спокою та безтурботності. Сламетан проводять вдома з нагоди важливих подій життєвого циклу та певних подій мусульманського обрядового календаря, а ще для добробуту села. Участь у ньому беруть зазвичай найближчі сусіди. Церемонії сламетан іноді виконують і сантрі.
Релігійна практика привілейованої верстви (prijaji abangan) схожа з практикою селян-абанганів, але є дещо складнішою. Вони мають витончену філософію долі, досить містичні, для їхньої релігії характерні аскетизм і практика медитації, типовим явищем є секти під керівництвом гуру (вчителя). Такі секти є ієрархічно організованими й складаються із вчителя (kijaji) та його учнів (murid). Окремі вчителі залучають учнів до своїх монастирських шкіл (pondok або pesantren), де викладають мусульманські доктрини та закони.

## Історія

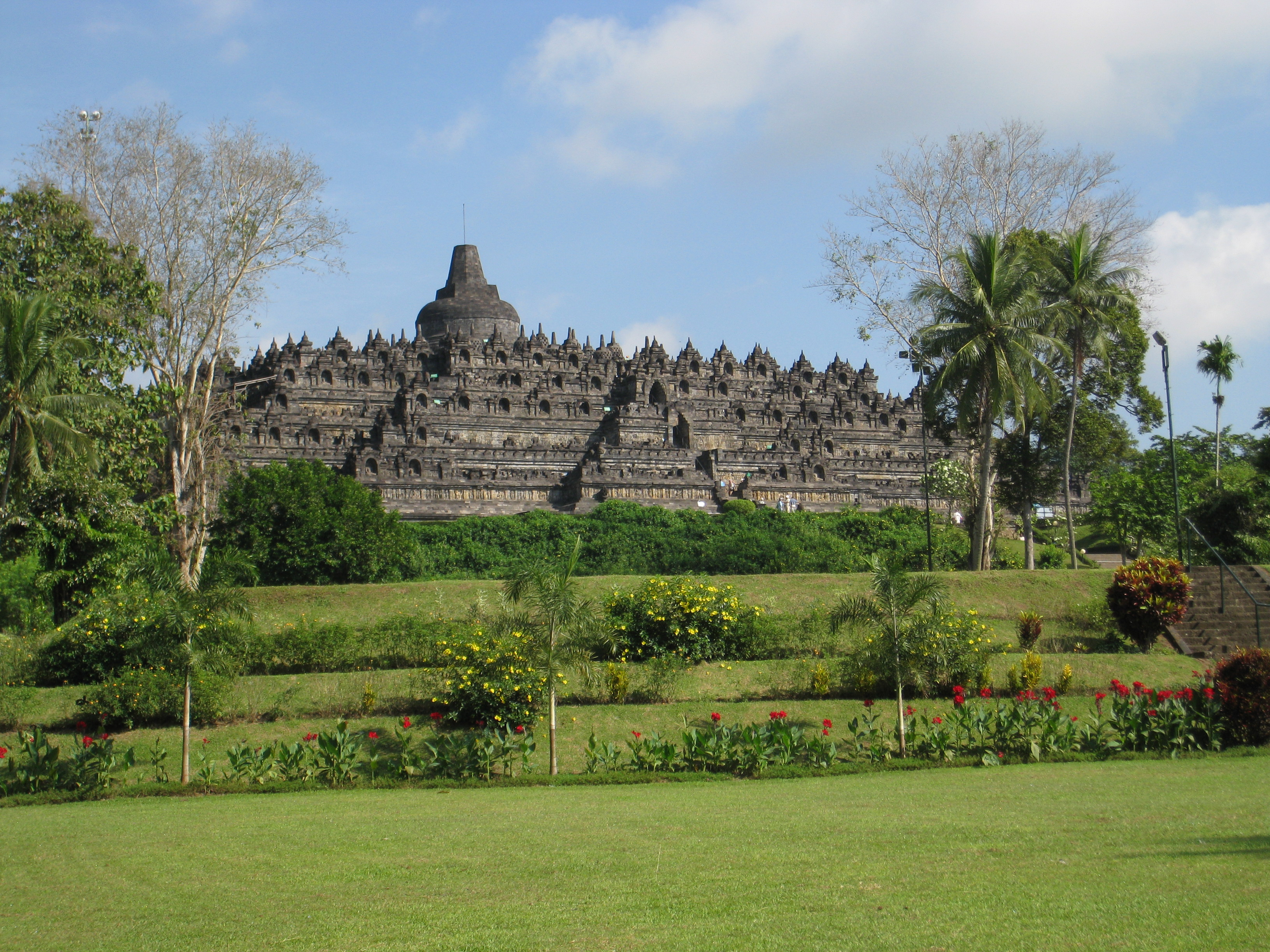
Храмовий комплекс Боробудур.

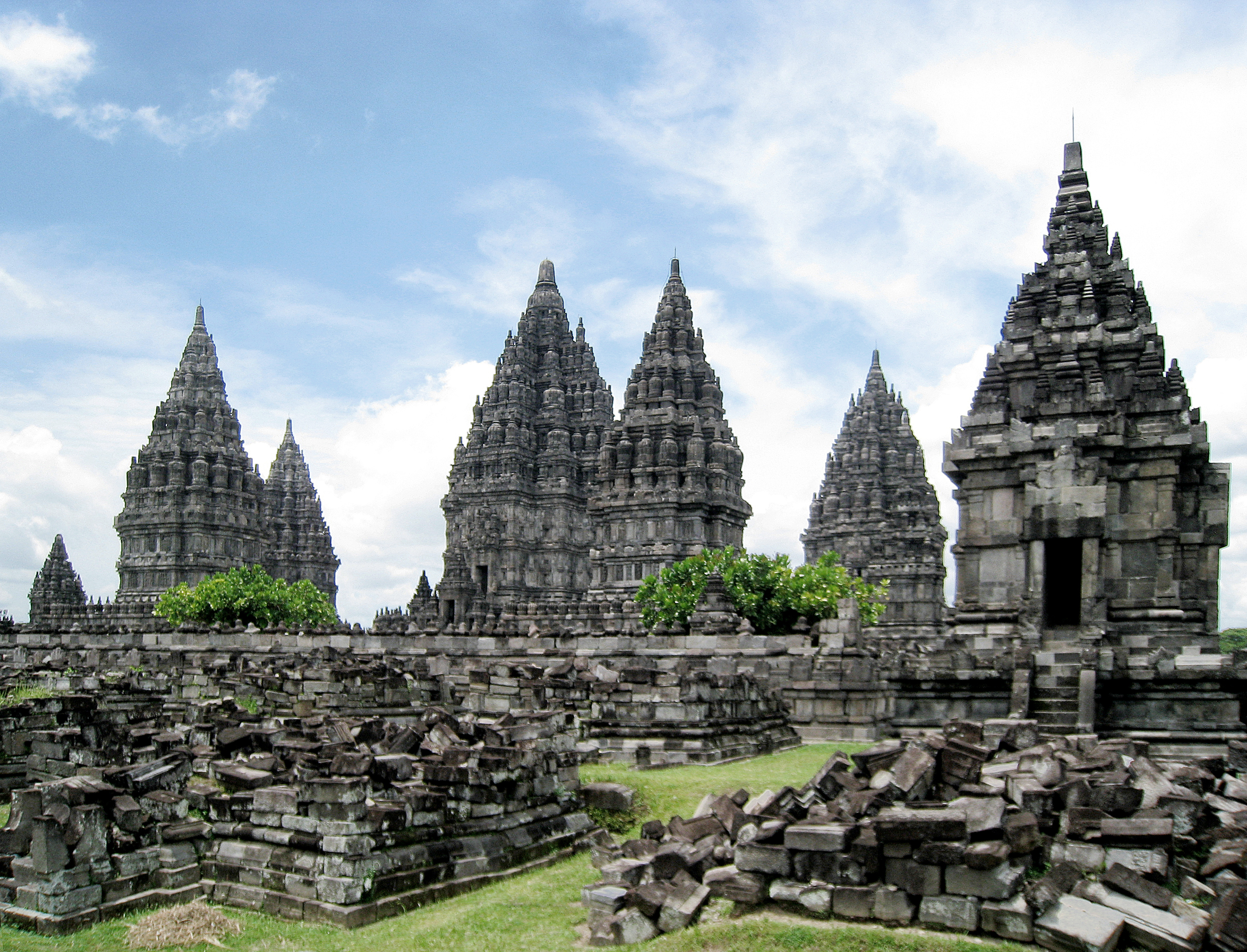
Храмовий комплекс Прамбанан.

Предки яванців з'явилися на острові Ява не пізніше середини I тис. до н. е. Вони принесли з собою культуру землеробства, тваринництва, обробку металів. У I тис. н. е. яванці пережили сильний культурний вплив Індії. Перші ранньофеодальні держави виникли на зламі II—III століть н. е. Найвідомішою серед них була Явадвіпа, згадки про яку збереглися в індійських хроніках. Були встановлені торговельні зв'язки з Індією та Китаєм.
Індійські релігійні та політичні моделі стали домінуючими в яванському суспільстві. Низка індуїстських, а згодом буддійських царств змінювали на Яві одне одного. У VIII ст. яванська держава Матарам, очолювана індуїстською династією Санджая, встановила контроль над більшою частиною Центральної Яви. Проте ця династія мала сильного суперника — буддійську династію Шайлендра, пов'язану з правителями суматранської імперії Шривіджая. Суперництво між династіями Санджая та Шайлендра тривало до Х ст. У це час на Яві були збудовані знамениті храмові комплекси: буддійський Боробудур та індуїстський Прамбанан. 928 року династія Санджая залишила Центральну Яву й перемістила свою столицю в Східну Яву. Яванська держава проіснувала до 1016 року, коли була зруйнована Шривіджаєю. На руїнах Матараму на сході Яви постали нові держави: Ерланга, а згодом Джангала та Кедірі (Панджалу); захід острова перебував під владою Шривіджаї. У XII ст. Кедірі значно розширило свої володіння й стало однією з провідних держав у регіоні. На початку XIII ст. державу Кедірі змінила нова яванська держава Сінгасарі (1222—1292).

Імперія Маджапагіт та залежні території

Останньою яванською державою індуїстсько-буддійського періоду був Маджапагіт (1293—1527). За часи його існування яванці досягли найвищого розквіту своєї середньовічної державності. Зеніту слави Маджапагіт досяг у XIV ст., за правителя Гаям Вурука (1350—1389) та його радника Гаджа Мада (головний міністр у 1331—1364 роках). Яванська імперія домінувала на більшості великих островів Індонезії й контролювала торгові шляхи між Новою Гвінеєю та Суматрою, до її володінь входили також території на Малайському півострові.
Вже в XV ст. Маджапагіт почав занепадати. У цей час у міжнародній торгівлі домінували індійські мусульмани та китайці. У XVI ст. центр влади перейшов у портові міста, де панували індійські та малайські мусульмани. 1526 року Маджапагіт був захоплений султанатом Демак, торговим портом і містом-державою, розташованою на північному узбережжі Центральної Яви. Демак вважав себе державою-наступницею Маджапагіту й намагався ствердити свою владу в першу чергу в Центральній Яві. Яванська аристократія прийняла іслам у формі, на яку впливали південноіндійські релігійні традиції; згодом нова віра поширилась і серед народу. Хоча іслам був державною релігією, і більшість населення дотримувалась мусульманства, минулі зразки індуїстсько-буддійських держав стали взірцем для створення досконалої придворної культури, розвитку всіх галузей мистецтва.
Демак не зміг надовго утриматись у Центральній Яві, тут його змінили дві нові ісламські держави: Паджанг і Матарам, розташовані відповідно в Суракарті та Джок'якарті. Особливо успішним виявився Матарам. Заснований 1581 року, в 1587 році він переміг Паджанг, а в 1588 році — Демак. Після захоплення 1625 року Сурабаї Матарам встановив свою гегемонію на більшій частині острова. Султанат Матарам процвітав до середини XVIII ст.
Традиційні торговельні зв'язки Яви з Індією, Китаєм, Таїландом, Камбоджею були перервані появою європейських колонізаторів. Першими, на початку XVI ст., тут з'явилися португальці. 1596 року берегів Яви досягла перша голландська експедиція під керівництвом Гаутмана. Друга, значно більша голландська експедиція прибула до берегів Індонезії 1599 року, а 1601 року голландці розгромили великий португальський флот біля Західної Яви. Це було початком тривалого періоду колоніального панування Нідерландів у регіоні. Голландці допомогли Матараму в його прагненні завоювати Сурабаю, але натомість яванська держава потрапила в повну залежність від колонізаторів. Жоден матарамський правитель не міг зайняти престол без погодження з голландцями. 1680 року північне узбережжя Центральної Яви було передано Голландській Ост-Індійській компанії (VOC), а близько 1750 року компанія розділила Матарам на кілька васальних держав, які опинилися під владою голландського колоніального уряду. 1799 року володіння VOC стали офіційними колоніями Нідерландів.
Протягом 1825—1830 років тривала війна між голландськими колонізаторами та яванськими повстанцями на чолі з принцом Діпонегоро. Після поразки повстання Нідерланди взяли Яву під ефективний контроль. Після 1850 року Ява була відкрита для приватного голландського підприємництва. Протягом решти XIX ст. та першої половини XX ст. на Яві впроваджувалось виробництво товарних сільськогосподарських культур, було збудовано залізничні гілки для вивозу товарної продукції в порти. Протягом XIX ст. на острові спостерігався демографічний вибух, чисельність яванців збільшилась з 3 млн у 1800 році до 28 мільйонів у 1900 році.
Яванці були найактивнішими учасниками визвольної боротьби народів Індонезії. Вони займали провідні позиції в ісламському, комуністичному та націоналістичному рухах, що народилися в Нідерландській Індії на початку XX ст. Запекла національно-визвольна боротьба всіх народів Індонезії, особливо посилилася з початку XX століття й призвела до проголошення незалежності в 1945 році. В авангарді цієї боротьби стояли яванці, серед яких була особливо популярною ідея єдиної загальноіндонезійскої нації. 1945 року яванець Сукарно став першим президентом незалежної Індонезії. 1967 року його змінив на цьому посту інший яванець Сухарто.
Одним із перших актів нової незалежної Індонезії була реалізація програми трансміграції населення з густонаселених Ява, Мадури та Балі на менш населені острови. Найбільше вона зачепила яванців. Кампанія набула широкомасштабного розмаху, й численні яванські громади з'явилися практично на всіх островах країни, найбільше на Суматрі.

## Господарство

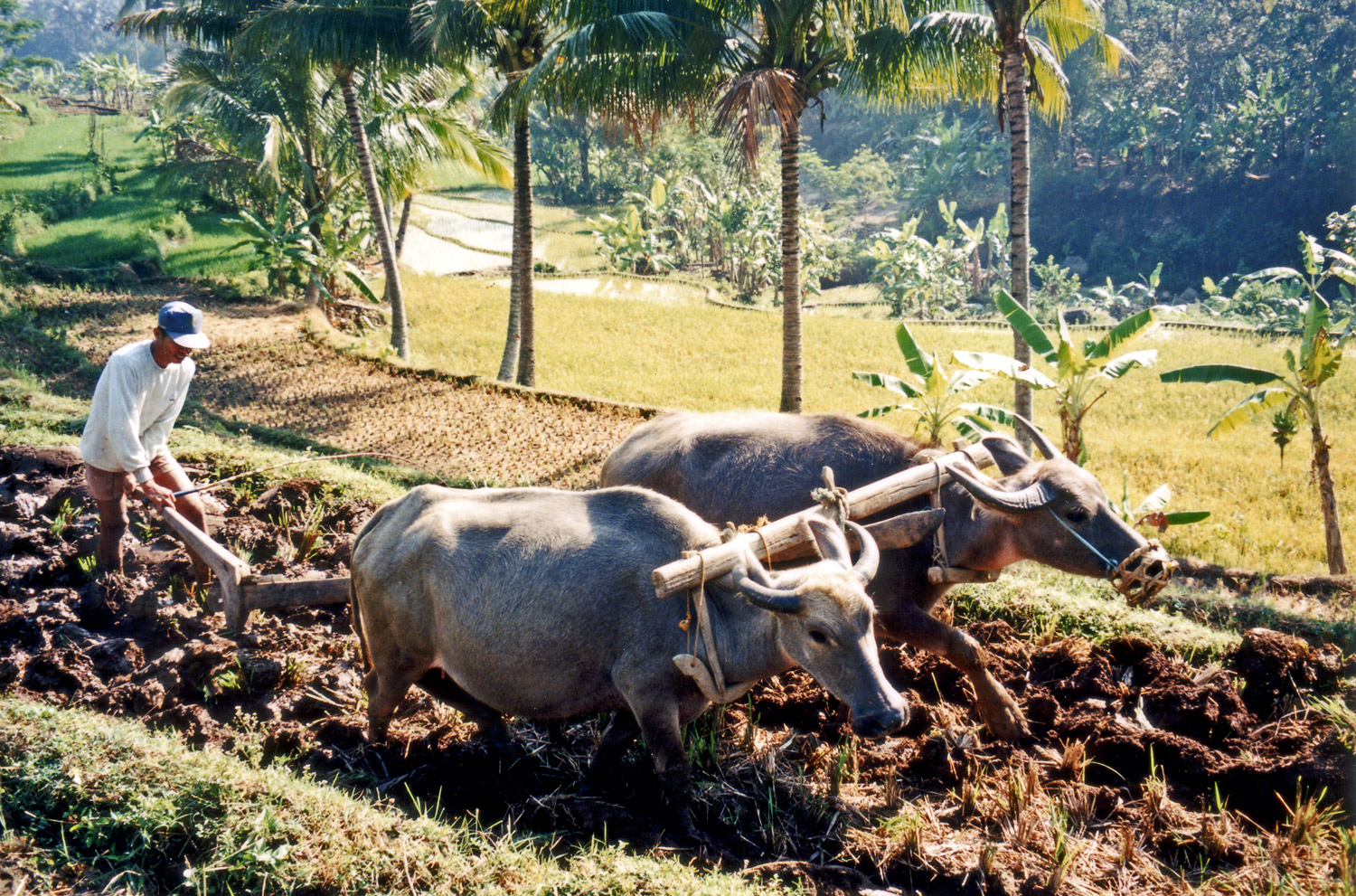
Оранка на рисовому полі.

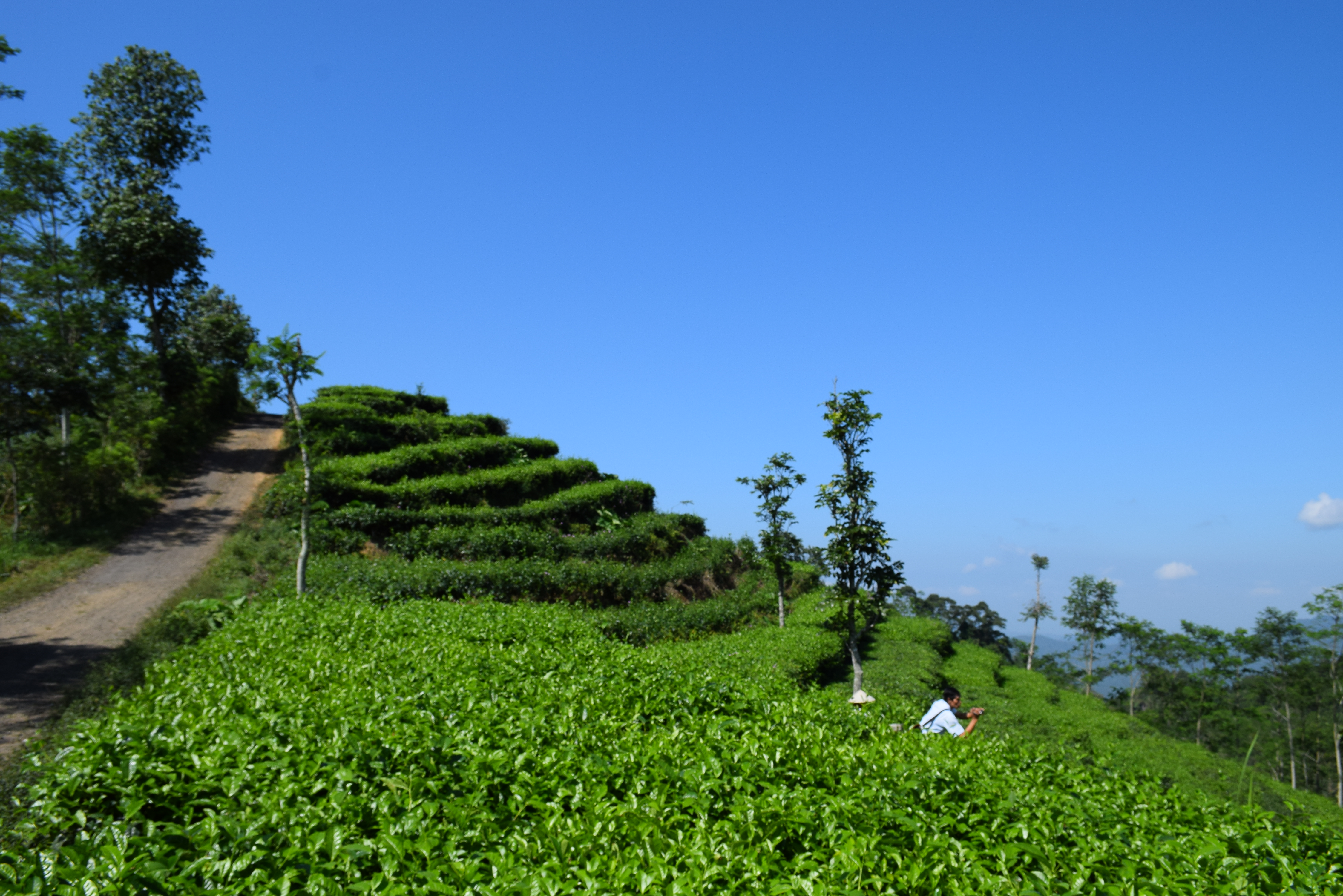
Чайна плантація в горах Центральної Яви.

Основні заняття яванців: землеробство (80 % народу вирощують рис, кукурудзу, тропічні фрукти), рибальство, птахівництво, ремесла (батик, ювелірні вироби, різьблення, плетіння та ін.); частина працює в промисловості.
Економіка Яви складається з промислового та сільськогосподарського секторів. Така ситуація склалася ще в колоніальний період, коли голландці створили плантації, засновані на західній моделі організації бізнесу. Промисловий сегмент економіки тепер включає плантаційне господарство, видобуток корисних копалин та промисловість. Він має високий рівень капіталізаціЇ та забезпечує основний експорт. Вирощування вологого рису є основним напрямком селянського господарства. Багато сімей вирощують рис та інші продукти харчування для власного споживання, водночас деякі члени родини їздять на роботу на плантації каучуку, какао, чаю та інших товарних культур, розташовані на високогір'ї.
Основним заняттям для приблизно 60 % яванців є сільське господарство. Переважає орне рисівництво на заливних полях (савах), розташованих у долинах або на терасах на схилах гір. Суходільні поля (тегал) зустрічаються нечасто, на них вирощують касаву, кукурудзу, батат, арахіс. Сою висаджують на рисових полях після збирання врожаю. Традиційні знаряддя: плуг, запряжений буйволами або биками, мотика (нагол), мачете (ані-ані). На присадибних ділянках саджають бульби, банани, кокосові пальми, прянощі. У гірських районах багато селян займаються садівництвом та городництвом, вирощують на продаж овочі та фрукти.
Розводять худобу, переважно тяглову, а також птицю, рибу в штучних водоймах. Товарне тваринництво не розвинене. Через брак земель більшість сімей не в змозі тримати тварин і зазвичай обмежуються домашньою птицею.
Важливою галуззю лишається рибальство, як на прожитковому, так і на комерційному рівні. Воно є основним заняттям багатьох жителів морського узбережжя.

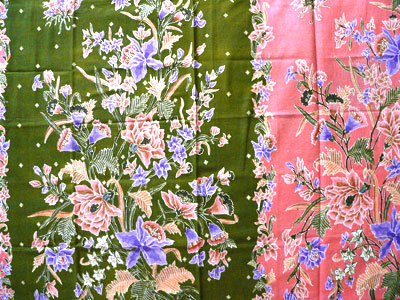
Яванський батик з міста Пекалонган.

Деякі люди займаються ремісничими професіями та торгівлею, але зазвичай ці заняття виконуються за сумісництвом, коли більшість часу відводиться на польові роботи. Виробництво батику — найвідоміше яванське ремесло. Складний малюнок створюється шляхом декількох фарбувань. Простір, який не має бути забарвлений у певний колір, покривається воском. Існують різні стилі батику, які кардинально відрізняються між собою. Одні підкреслюють щільні геометричні візерунки коричневого, індиго та білого кольорів. Інші відрізняються ніжними візерунками з квітів у червоному та інших яскравих кольорах.
Іншими важливими видами ремесла є прядіння, ручне ткацтво, ковальське ремесло (зокрема виробництво кинджалів-крисів), карбування (металевий посуд та ін.), виготовлення виробів зі срібла, зі шкіри, різьблення по дереву, гончарне ремесло, розпис скла, виготовлення ляльок для театру ваянг, танцювальних масок, місцевих цигарок тощо.
У всіх сільських районах Яви діють місцеві базари, кожен з яких обслуговує 4-5 сусідніх сіл. Роздрібними торговцями зазвичай є жінки.
Острів Ява — найрозвиненіший промисловий район Індонезії. Провідними галузями є текстильна, переробка сільськогосподарської продукції, видобуток корисних копалин. Все більше й більше яванців працює на великих та малих підприємствах або в сфері послуг. Середня торгівля та дрібна промисловість перебуває в руках китайців, а великі плантації та великі підприємства належать європейцям.
Традиційно яванці зневажають ручну працю та комерційні професії. Більш престижною для них є в бюрократичних структурах. Однак у цій галузі зайнята невелика кількість людей.

## Суспільство
Яванське суспільство не є однорідним. Історично яванська соціальна організація відрізнялася за своєю структурою від відносно егалітарних сільських громад до сильно стратифікованого суспільства міст з їхнім складним придворним життям. І досі існують великі відстані між представниками різних верств населення. Основну масу становлять представники нижчої верстви абанган або вонг-чилік: селяни та безземельні представники робочих професій. До верстви сантрі належать торгово-ремісничі групи населення та мусульманське духовенство. Зберігається шляхетна верства ндара — аристократія, яка відстежує своє походження від правителів Матарама. У колоніальний період сформувалася ще одна привілейована верства пріяї (prijaji, priyayi), до якої належать чиновники, військові офіцери, інтелігенція; зараз вони утворюють правлячу еліту Індонезії.
Сучасні яванські верстви не мають класового або кастового характеру. Їх розрізняють позиція в суспільстві та світогляд. У принципі будь-хто з яванців, хто має академічну освіту або навіть просто дотримується відповідного світогляду, може увійти до верстви пріяї. Яванське суспільство має високу інклюзивність, у ньому є місце для всіх, від найвищих до найнижчих верств. Згідно ієрархії кожна людина знає своє місце в суспільстві, а також свої зобов'язання в межах соціальної структури. До тих, хто займає високі посади, слід проявляти повагу; до тих, хто стоїть на нижчих рівнях, слід виявляти добру волю та охороняти їх добробут.
Ядерна сім'я (кулаварга) є базовою одиницею яванського суспільства. Вона складається з подружньої пари та їхніх дітей, що перебувають на утриманні батьків; іноді може включати ще інших близьких родичів або одружених дітей та їхні сім'ї. Зазвичай ядерна сім'я утворює окреме домогосподарство (сомах), якщо вона може собі це дозволити. Якщо ж такої можливості немає, то живуть із батьками дружини. У сільській місцевості сім'я працює разом на своєму окремому рисовому полі й разом їсть. У міських районах ідеалом уважається, коли чоловік та дружина працюють разом поза домом.
Відлік спорідненості двобічний, подружжя водночас належить до родин чоловіка й жінки. Яванці визнають дві споріднені групи: ґолонган та алур-варіс. Алур-варіс об'єднує широку групу родичів, що піклуються про могили своїх спільних предків. Ґолонган є неформальним об'єднанням родичів та свояків, що живуть в одному селі. Вони збираються разом на ісламські свята, при проведенні церемоній сільськогосподарського та життєвого циклу.
Сільську громаду (деса індонезійською, калураган яванською) очолює староста лурах. На рівні громади зберігаються традиції взаємної допомоги.
Шлюб зазвичай моногамний. Мати більше однієї дружини — рідкісне явище. Це можуть собі дозволити лише пріяї високого рангу та ндара.
Молодь зазвичай сама вибирає собі пару, хоча іноді шлюби влаштовують батьки. Формальними церемоніями при вкладанні шлюбу є подарунок батькам нареченої від родичів нареченого, зустріч родичів нареченої в її будинку в ніч перед весіллям, цивільні та релігійні церемонії та угоди, а також урочиста зустріч пари. Весілля супроводжується бенкетом, виконанням традиційних танців. Не існує фіксованого правила, де має проживати подружжя після весілля, але зазвичай яванці практикують неолокальне проживання, коли молодята відразу започатковують власне домогосподарство. Натомість сільські чиновники та шляхтичі традиційно живуть у хаті одного з батьків. Як результат, середнє яванське домогосподарство налічує 5-6 осіб, а в шляхетних та чиновницьких домогосподарствах можуть жити 20 і більше осіб.
Уважається, що батько є головним у хаті, але мати здійснює більш реальний контроль за домашніми справами. Яванські матері залишаються поруч зі своїми дітьми протягом усього життя, тоді як батьки трохи віддаляються від них, починаючи з 4-річного віку. Старші брати й сестри часто опікуються меншими. Розлучення є звичайним явищем, вони відбуваються легко й здійснюються за мусульманським законодавством. Коефіцієнт розлучень високий серед сільського населення та бідніших верств населення міста. Після розлучення діти залишаються з матір'ю.
Яванські традиції спадкування істотно відрізняються від відповідних норм, що діють в інших мусульманських суспільствах. Одружені дочки та внучки зазвичай залишаються жити з батьками чи з дідусями та бабусями, а після смерті останніх у більшості випадків успадковують хату та присадибну ділянку. Інша спадщина (земля, худоба, садки) поділяється серед усіх дітей, причому основну частину сімейного майна успадковують, як правило, сини.

## Побут

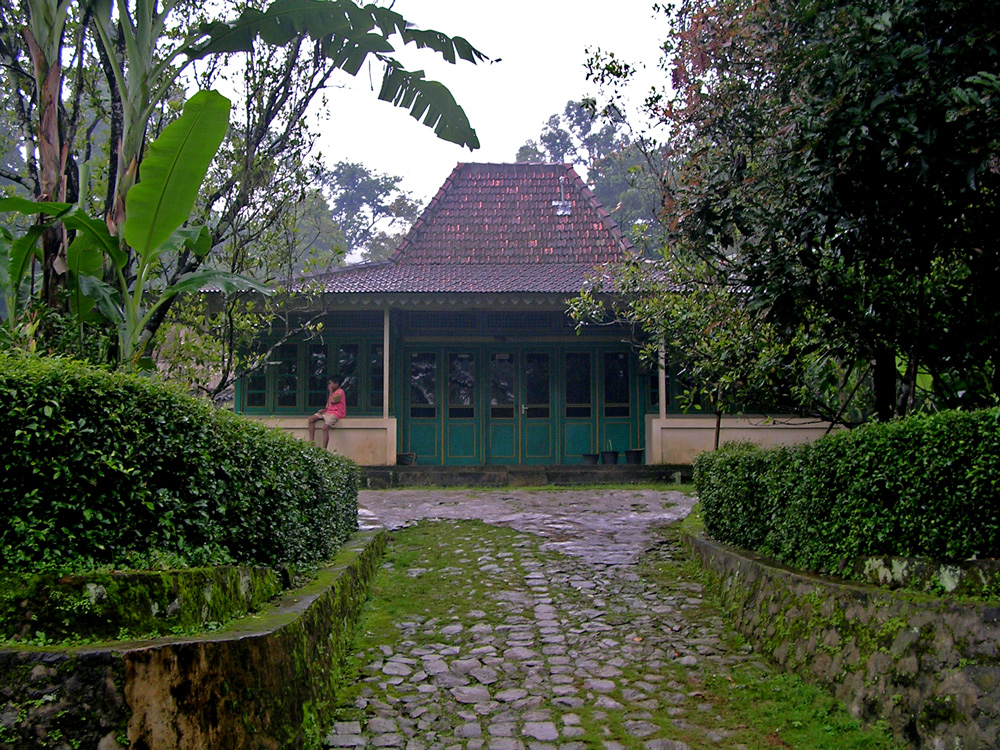
Сільська хата в традиційному яванському стилі.

Висока щільність населення надає усій Яві урбанізований характер. Більшість населення проживає в невеликих селах та містечках, а приблизно 25 відсотків — у містах. Хоча на Яві існує багато містечок, справжніми міськими та промисловими центрами є лише Джакарта, Сурабая та Семаранг. Населення розподілено рівномірно, села розташовані близько одне до одного, часто їх розділяє не більше кількох сотень метрів. Села ніколи не знаходяться далі, ніж за 8 кілометрів від міста.
Яванське село — це компактна група хат, кожна з яких розрахована на одну сім'ю. Планування лінійне, хати стоять уздовж доріг або дамб, що огороджують зрошувальні канали. Кожне село в центрі має майдан, де знаходиться громадський будинок, будинок старости, мечеть.
Сільські хати стоять прямо на землі й мають земляну підлогу. Типова сільська хата невелика, прямокутна в плані. Каркас виконаний з бамбука, пальмових стовбурів або тику. Стіни роблять із плетеного бамбука (ґедек), дерев'яних дощок або цегли. Дах двосхилий або чотирисхилий, критий сухим пальмовим листям (бларак) або черепицею. Всередині кімнати мають рухомі перегородки з ґедеку. У традиційних хатах немає вікон. Світло й повітря потрапляють через щілини в стінах або отвори в даху. Передня кімната виконує роль вітальні та їдальні, а також спальні для дітей; кухня розташована в прибудові або в окремому приміщенні. Перед хатою, переважно в заможних людей, може бути відкрита веранда. Сільські хати, збудовані в міському стилі мають цегляні стіни та черепичні дахи.
На подвір'ї розташовані господарські споруди: комора, хлів. Кожна садиба оточена бамбуковою огорожею.

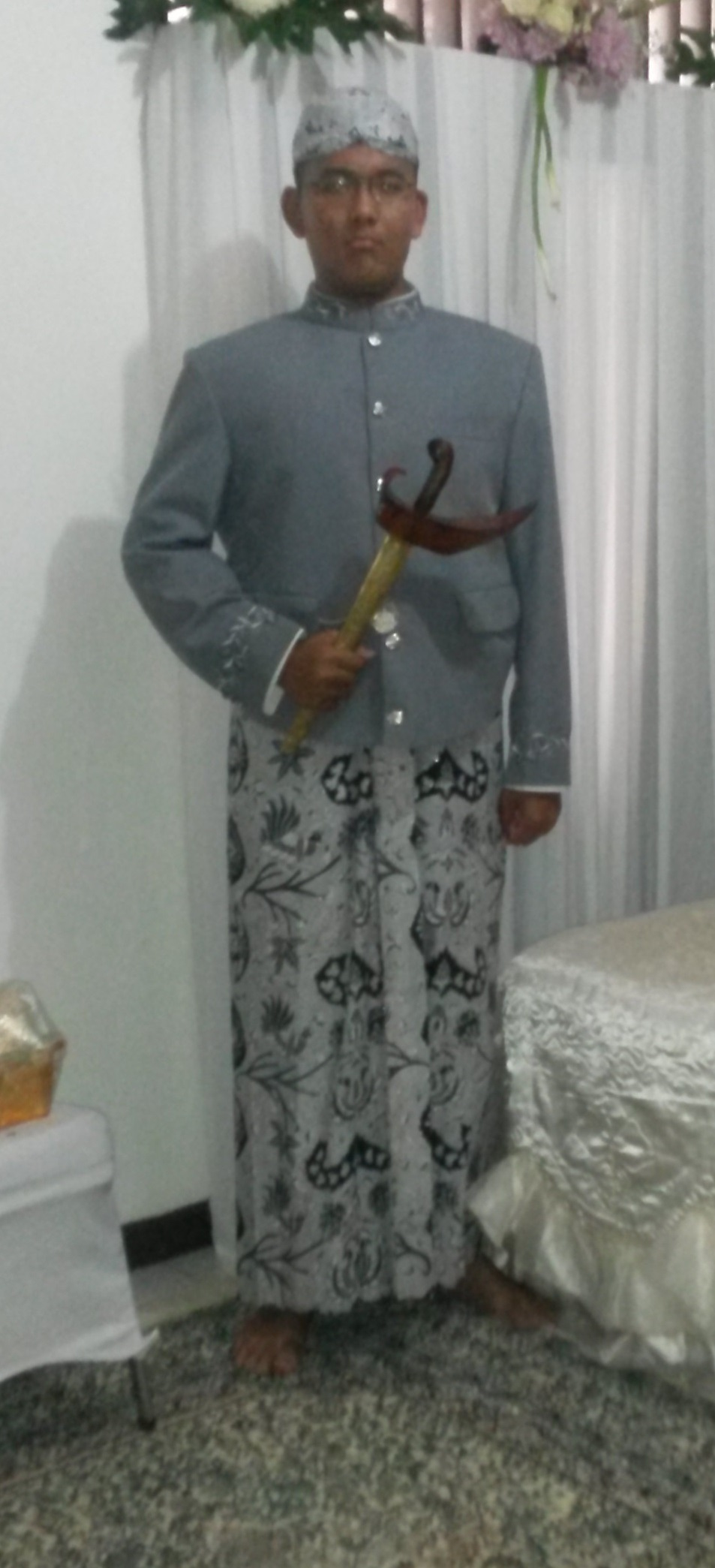
Яванський чоловічий традиційний костюм.

У щоденному вбранні яванці дотримуються індонезійського стилю одягу. Традиційний чоловічий костюм включає саронг, сорочку з високим коміром, куртку та блангкон (головний убір зі смужок батику, у специфічний спосіб намотаних на голові). Жінки вдягають кембен (полотно з батику, обгорнуте навколо тіла й зав'язане на рівні грудей), кебая (блузка без коміра й з довгими рукавами), селенданг (хустка, перекинута через плече), різні прикраси. Головні убори: шапчина з чорного оксамиту (пічі), хустка з батику (ікет). Традиційна жіноча зачіска називається сангул, довге волосся вкладають позаду у товстий плоский пучок, тепер це досягається за допомогою перуки. Завжди носять сумочки. Традиційні костюми до танцю та весільний наряд залишають у чоловіків груди голими, а у жінок голими лишаються плечі.

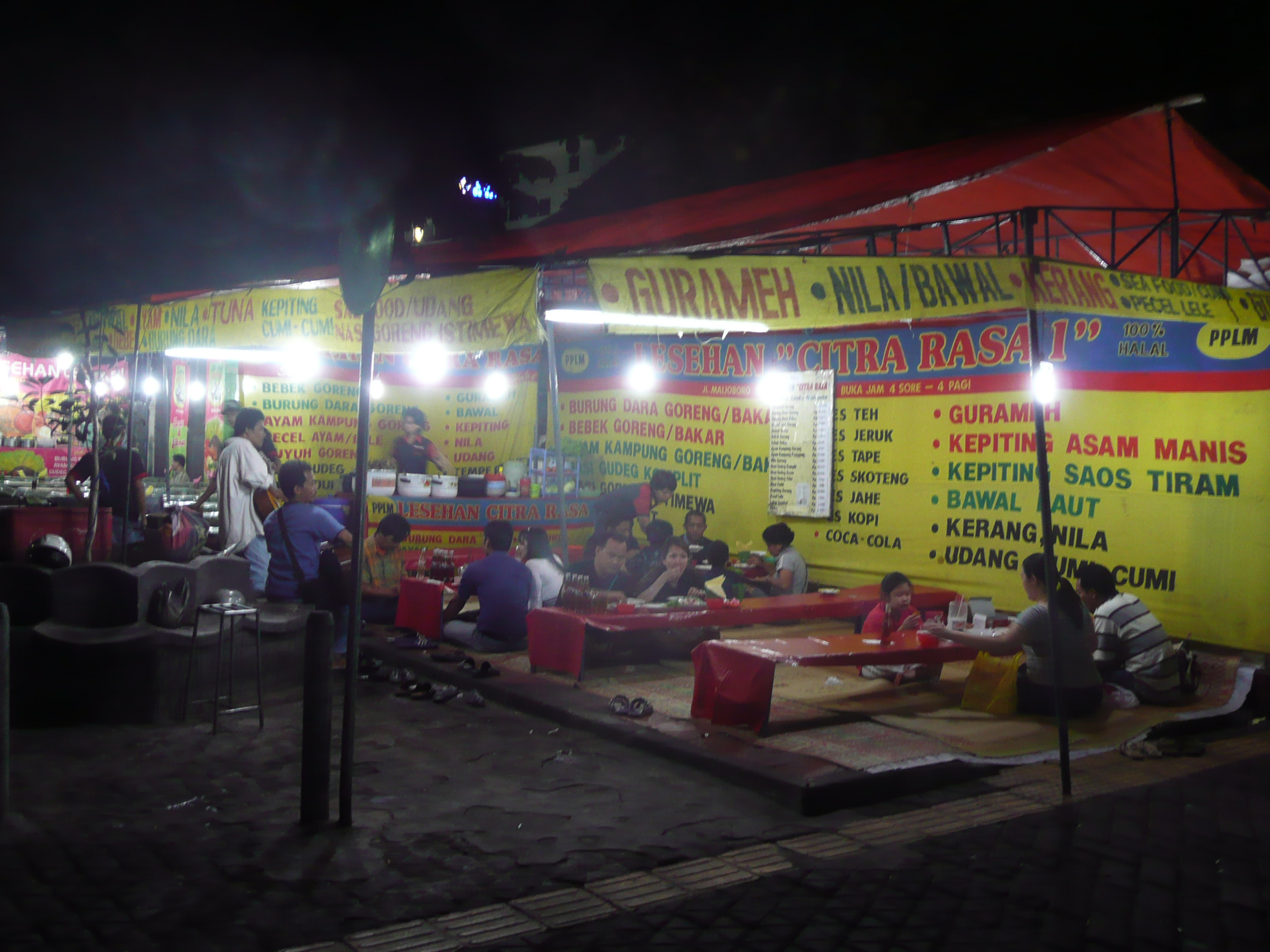
Лесеган на вулиці Джок'якарти.

Найпоширенішими інгредієнтами яванських страв є рис, парові овочі, солона сушена риба, тагу (тофу), темпе (батончик з ферментованої сої), крупук (крекери з риби або креветок) і самбел (соус чилі). До улюблених страв належать ґадо-ґадо (салат з частково відварених овочів, їдять з арахісовим соусом), саюр-лоде (рагу з овочів і кокосового молока), перкедел (жирні картопляні фрикадельки) та сото (суп з куркою, локшиною та іншими інгредієнтами), насі-тумпенг (святкова страва, рисовий конус з різноманітними гарнірами). Великою популярністю користуються страви китайської кухні: баксо (суп з фрикадельками), бакмі (смажена локшина) і чапчай (обсмажені м'ясо та овочі). Поширеними десертами є ґетук (страва з касави рожевого, зеленого або білого кольору) та різні страви з липкого рису (дженанг, клепон, ваджик).
Яванці часто купують готову їжу у вуличних продавців, які роблять традиційні обходи околиць. Вони полюбляють також пізні вечері на вулиці (лесеган).

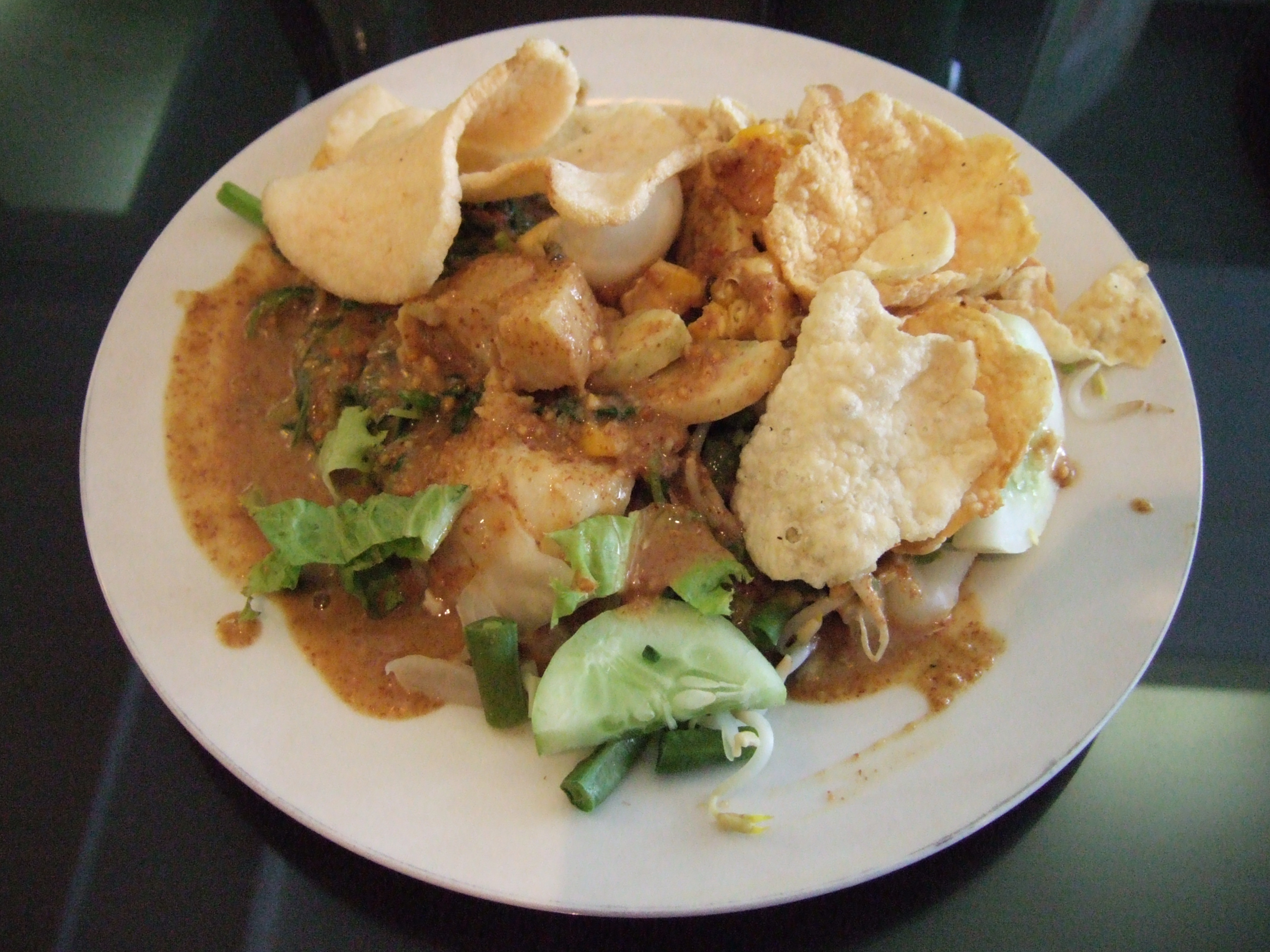
ґадо-ґадо
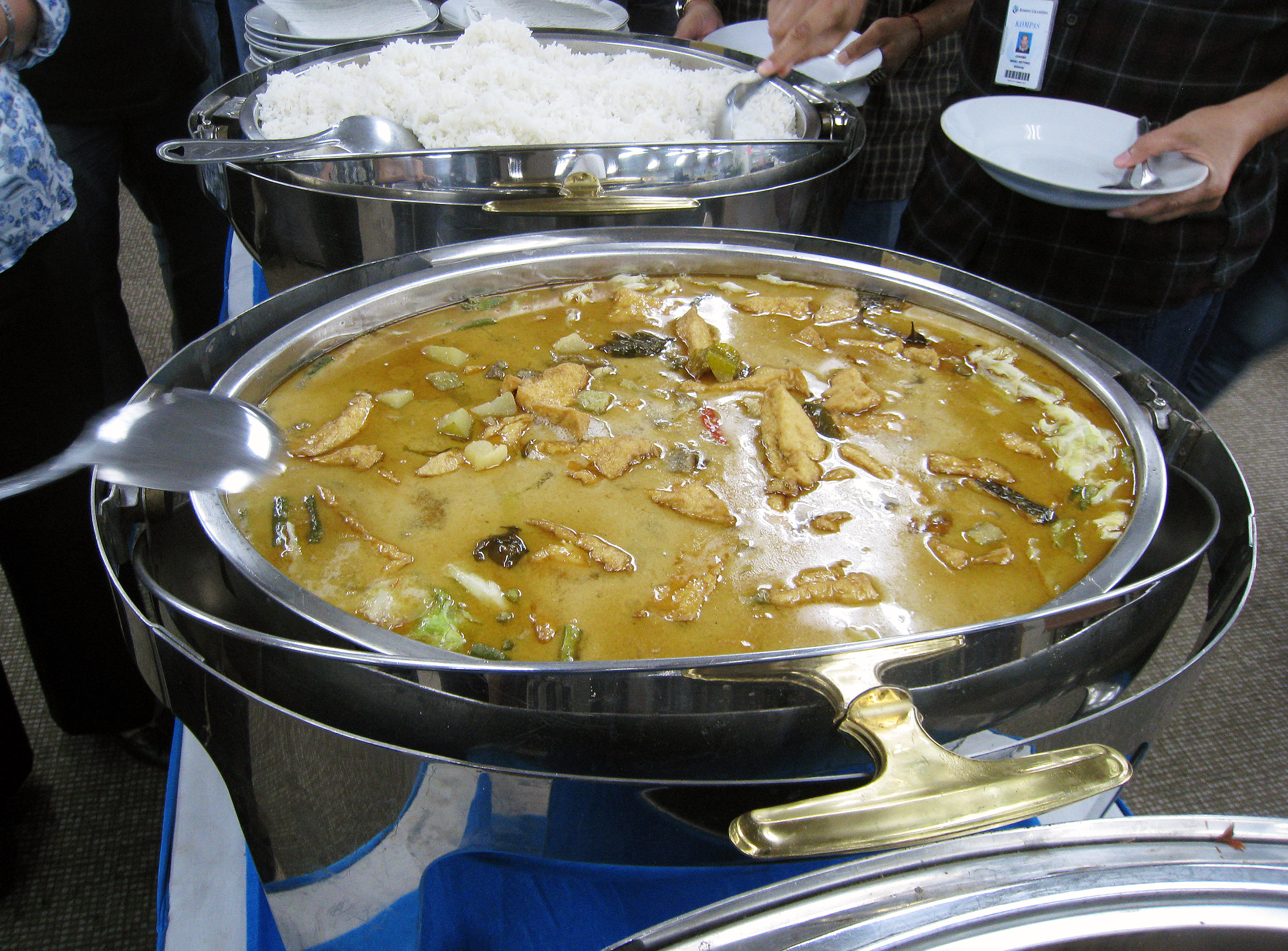
саюр-лоде
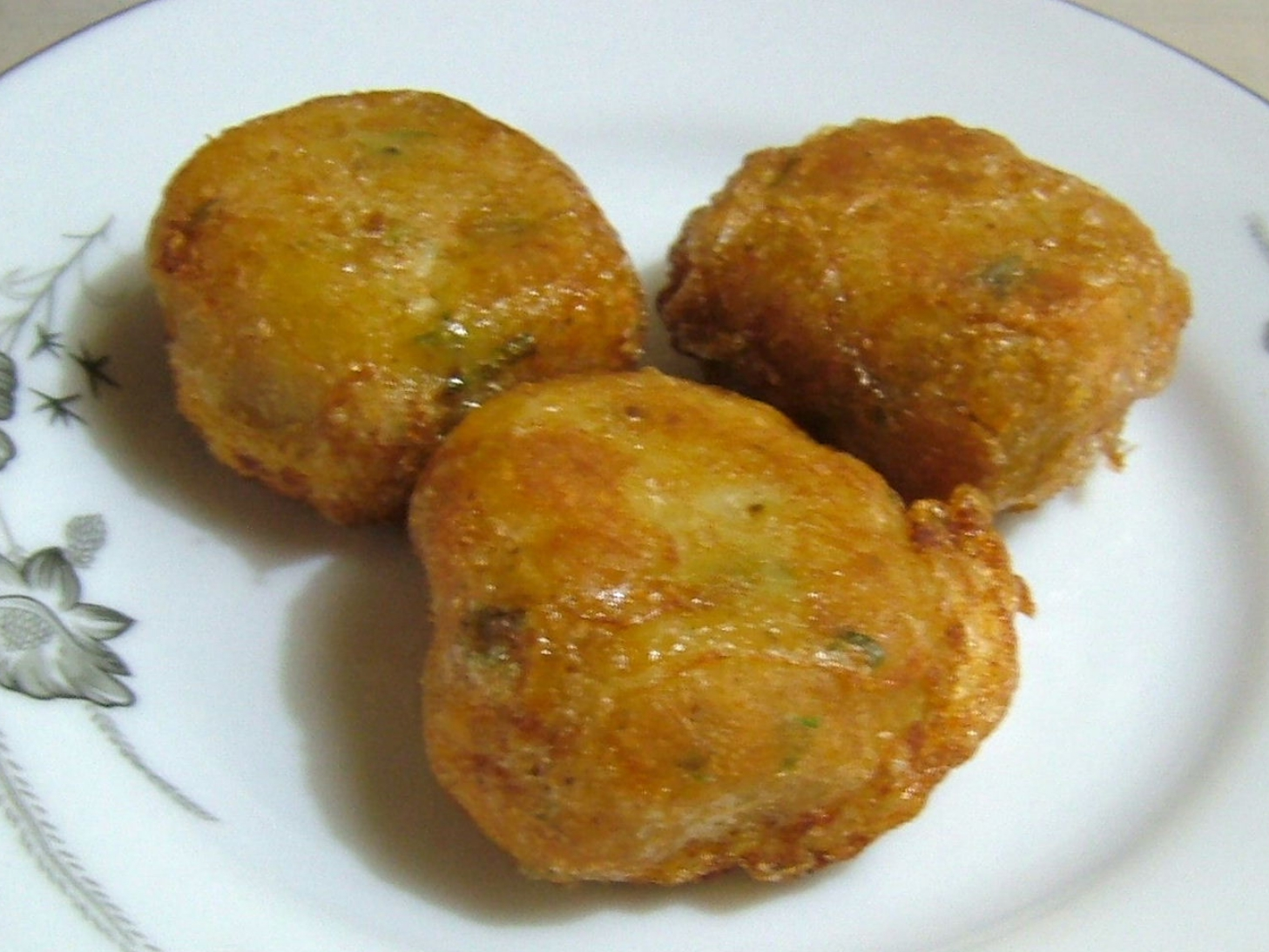
перкедел
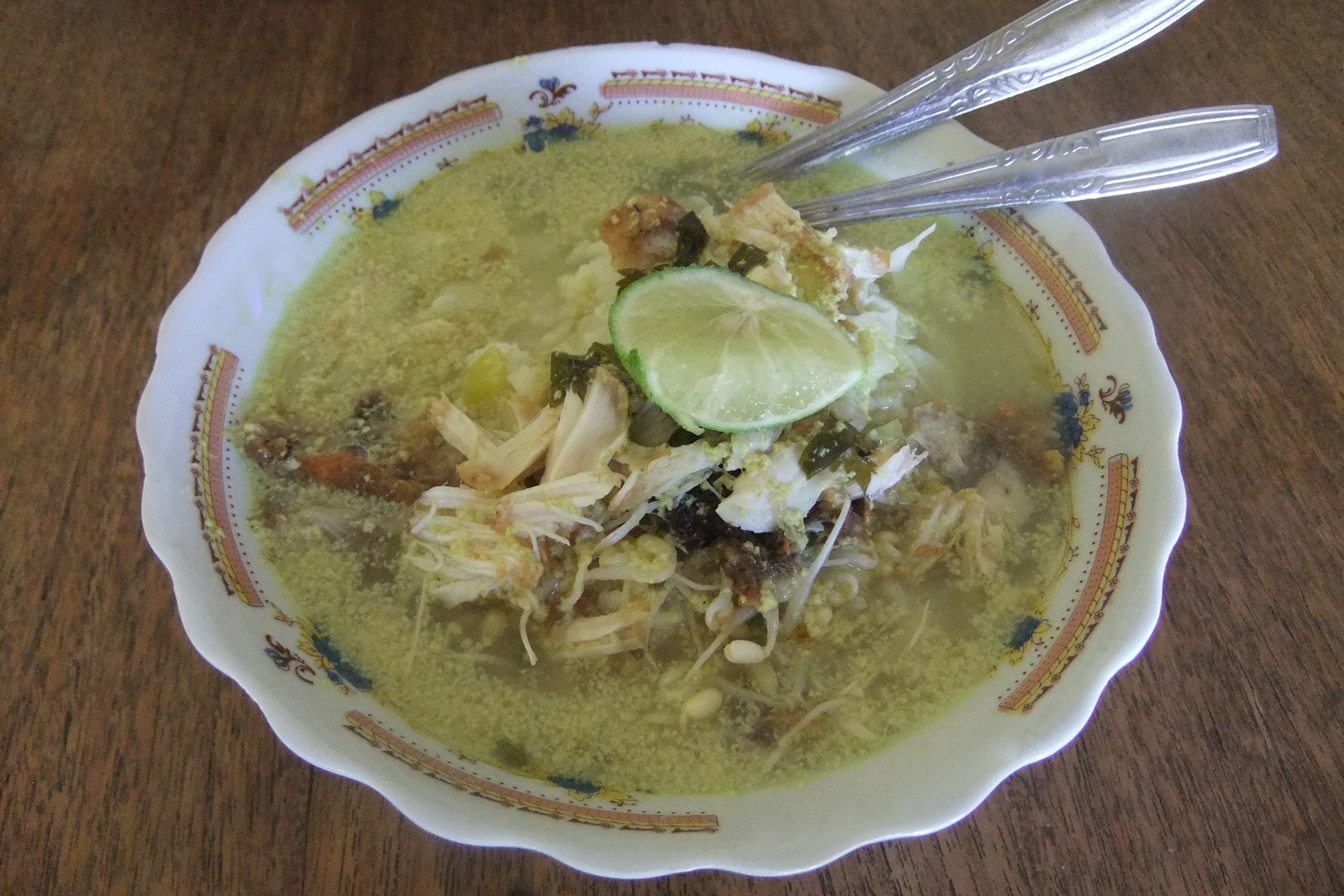
сото
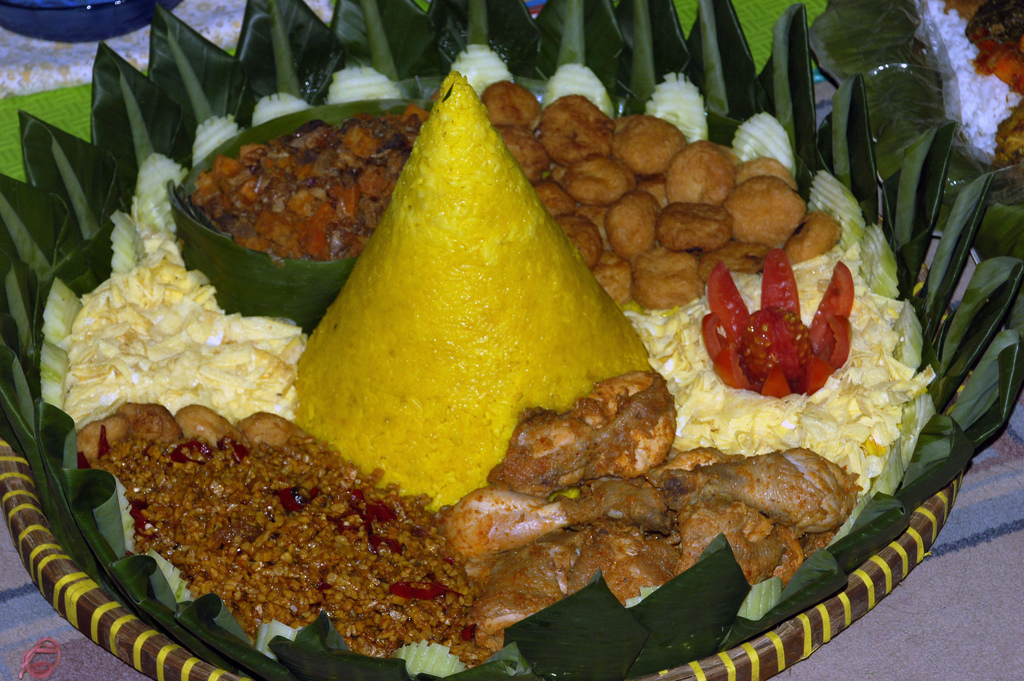
насі-тумпенг
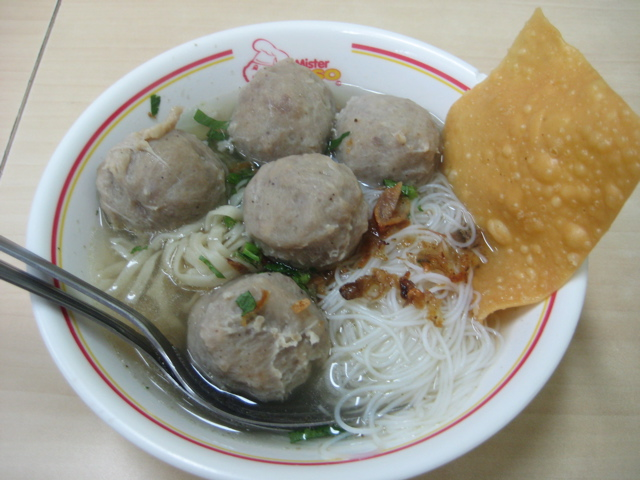
баксо
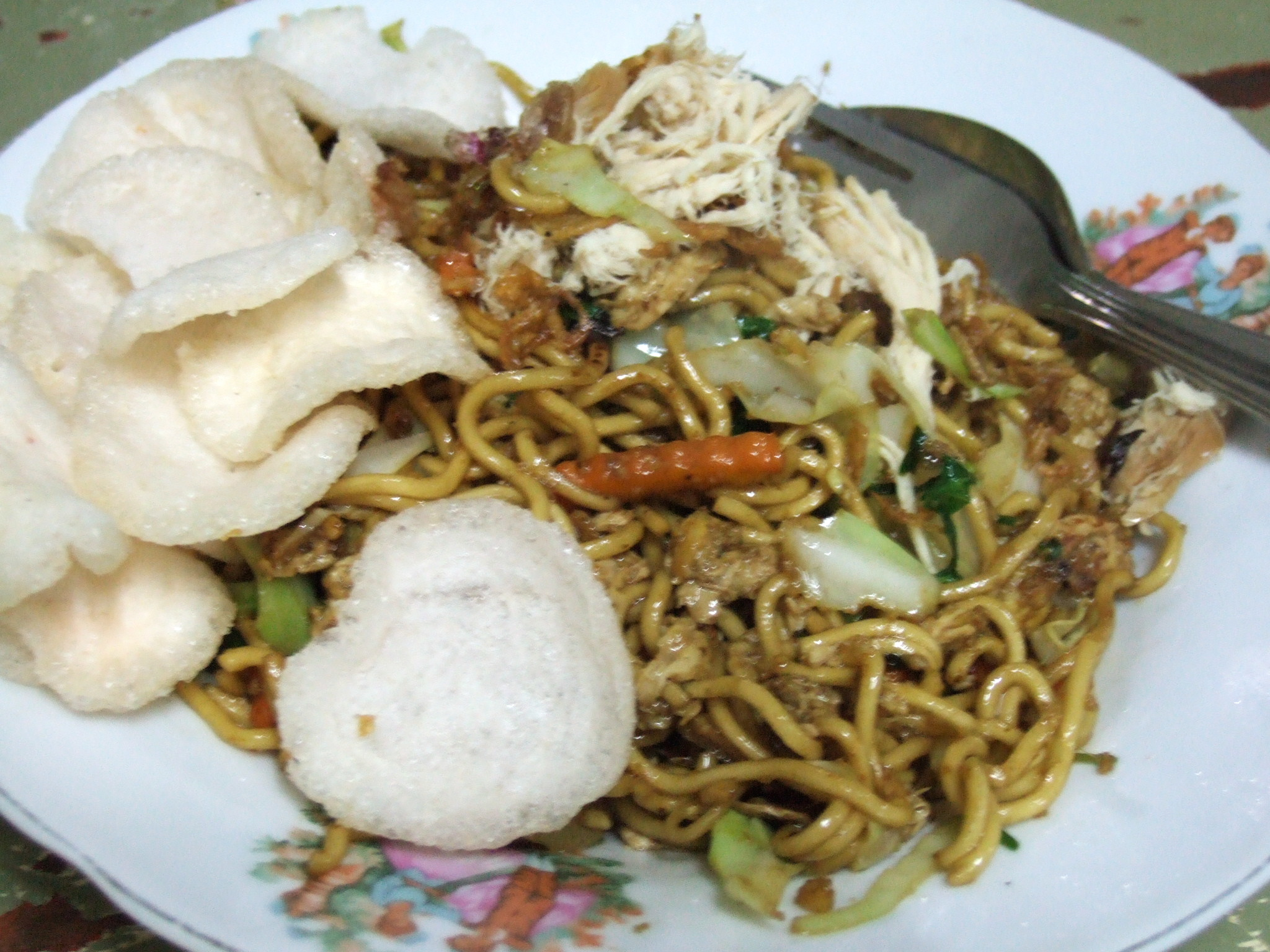
бакмі
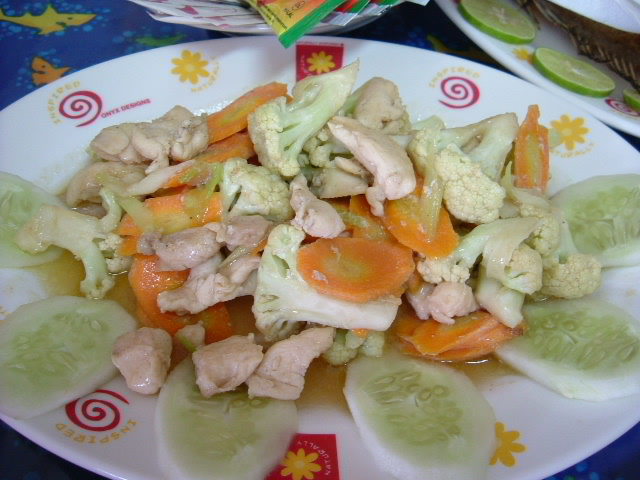
чапчай
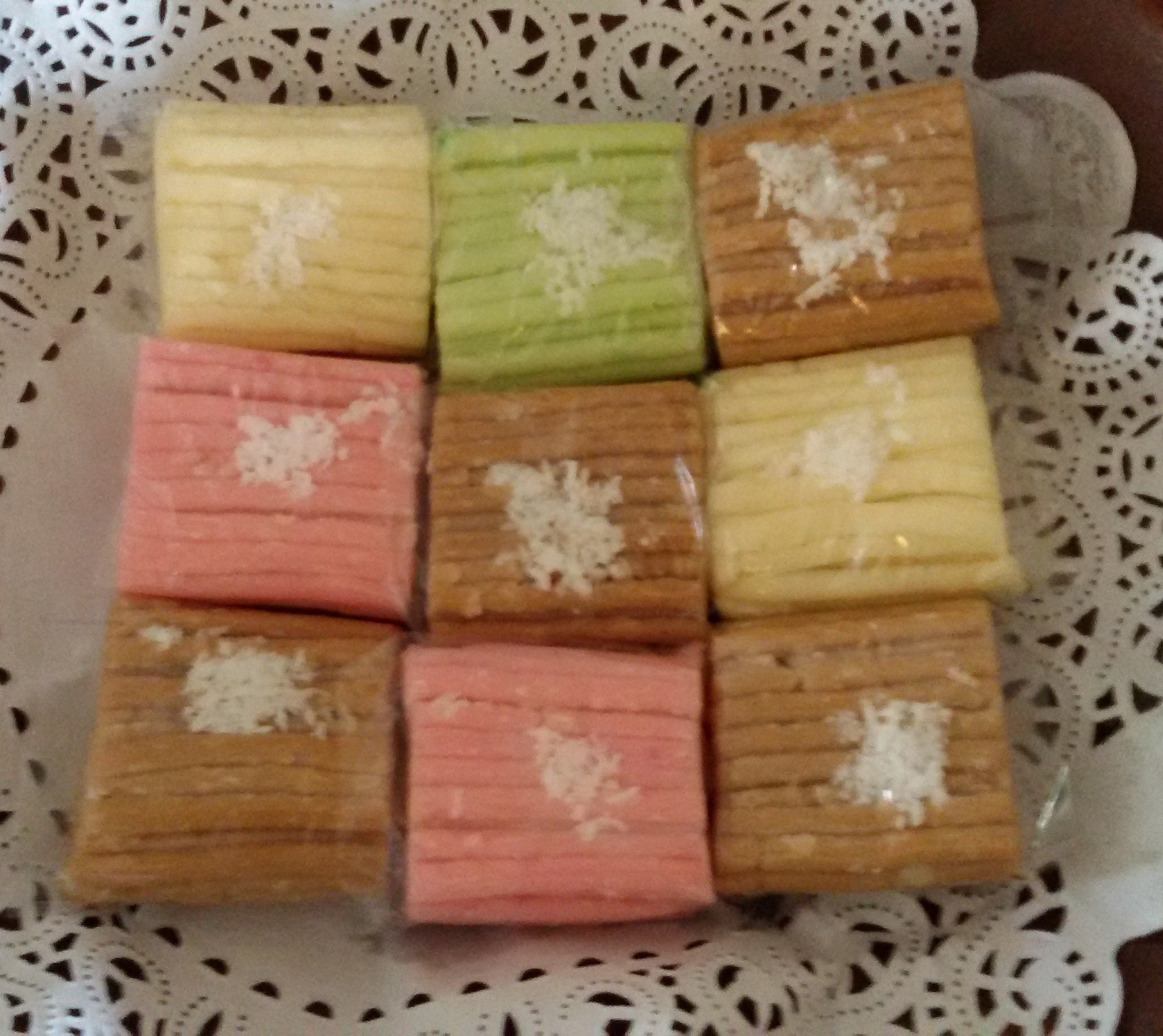
ґетук
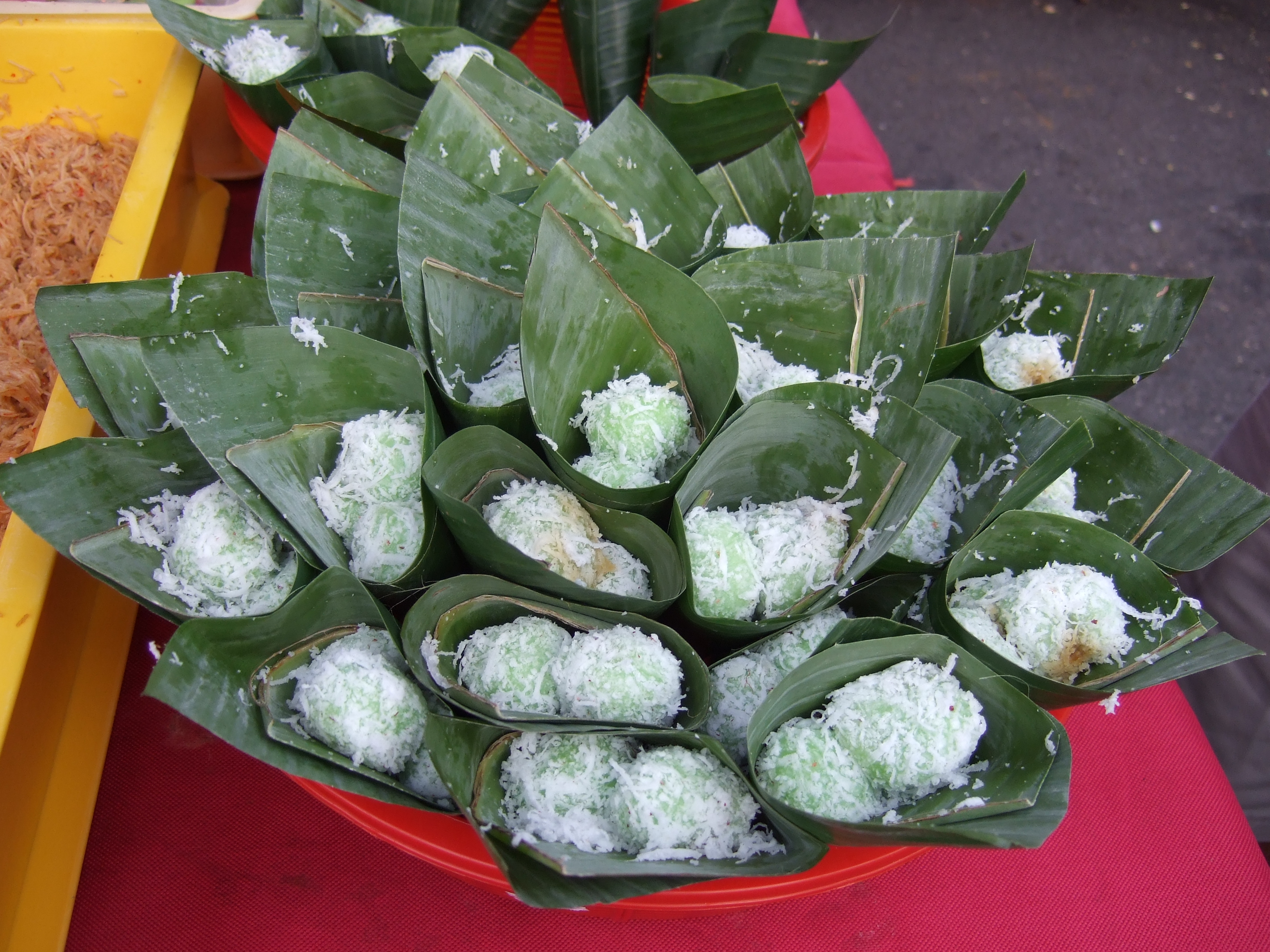
клепон
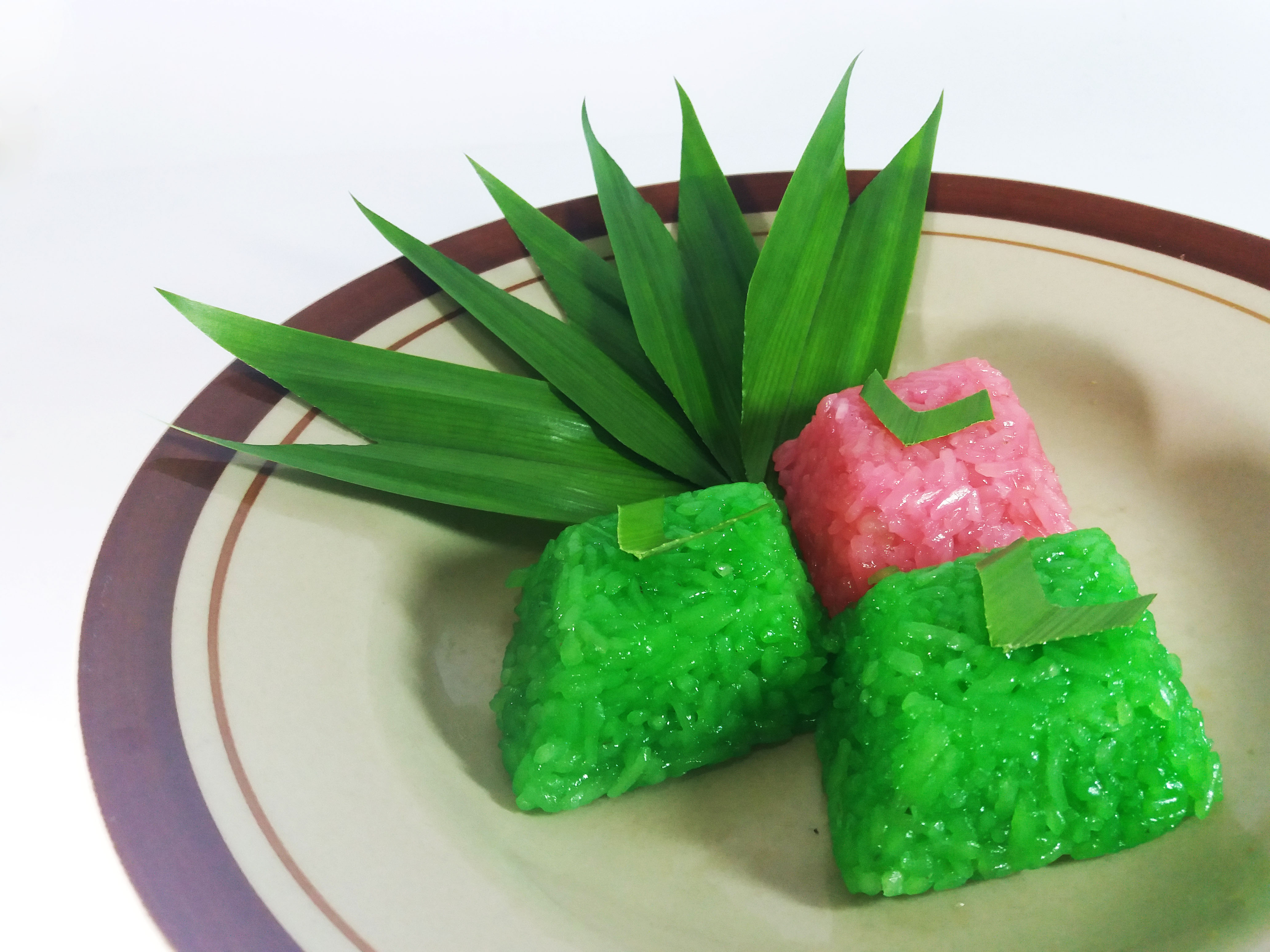
ваджик

## Культура й традиції

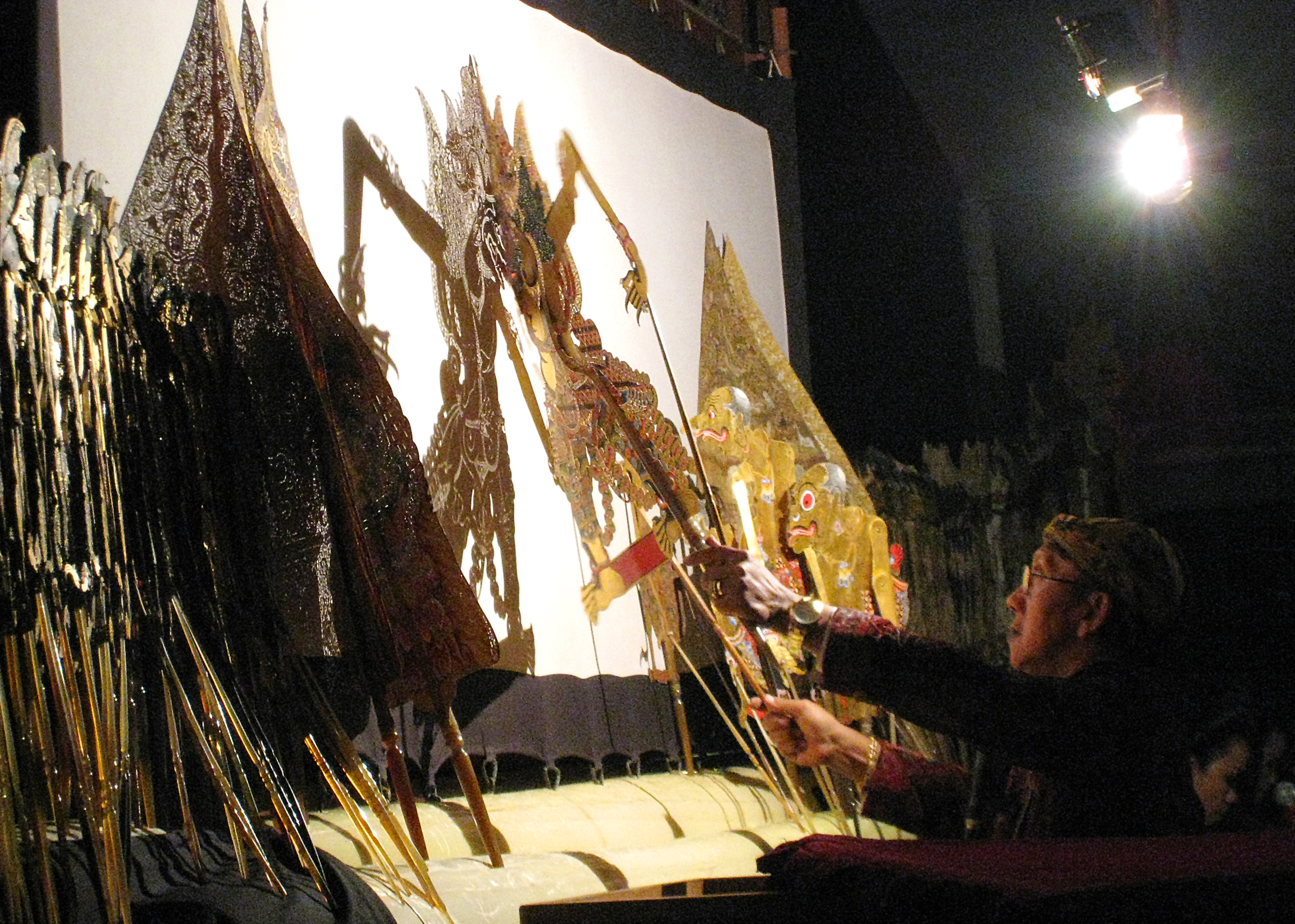
Вистава театру ваянг.

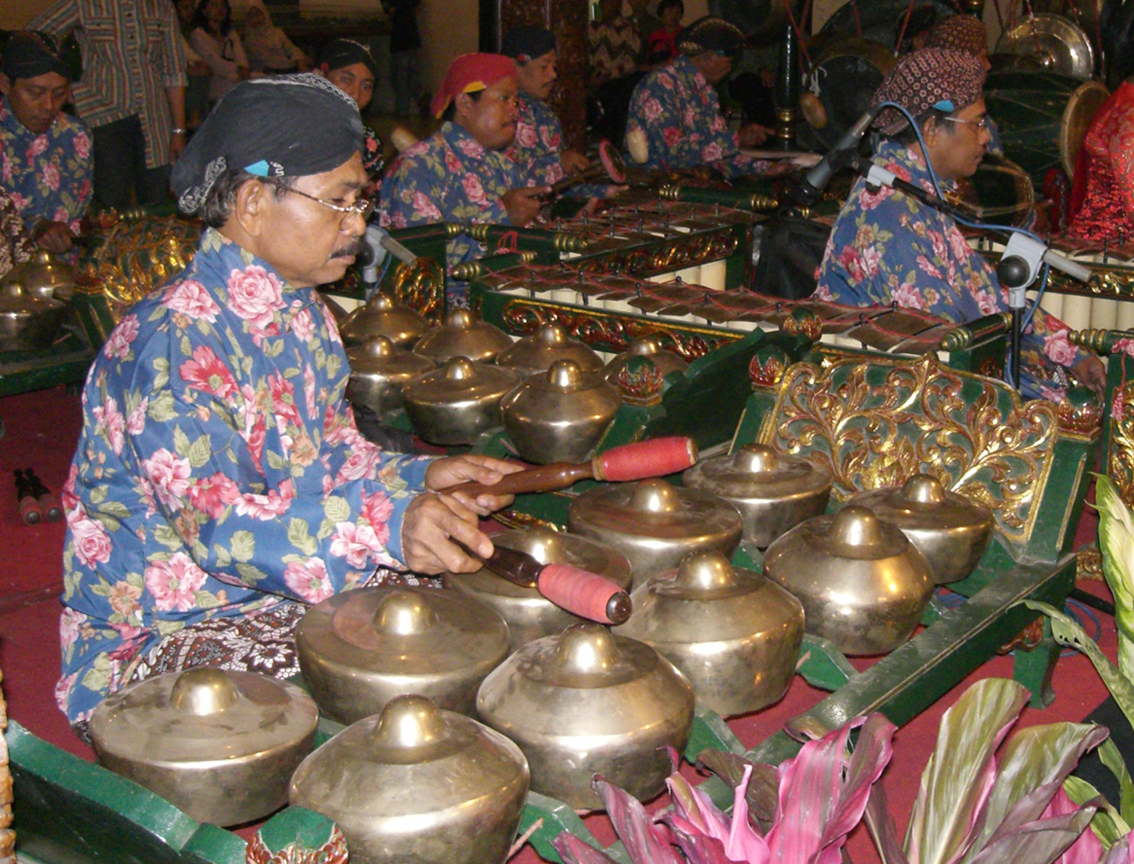
Традиційний оркестр гамелан.

Висока самобутня культура яванців бере початок з глибокої давнини. У яванців здавна існували різноманітні форми національного театру, музики, архітектури. Яванська культура складається з поєднання сучасних та традиційних, релігійних та світських аспектів.
Яванська література виникла в XI ст. й починалась з адаптації індійських епосів Рамаяна та Магабгарата. Найдавніша література, яку зберігають сучасні яванці, — це поетичні хроніки яванської історії, які звуться бабад. Сучасна художня література яванською мовою функціює в умовах жорсткої конкуренції з більш поширеними творами індонезійською мовою.
Популярною формою театру є центрально-яванський кетопрак. Вистави базуються на оповіданнях із яванської історії, а також китайських та арабських казках. Акценти ставляться на розмовній комедії та мелодрамі, а не на музиці та танцях. У всьому світі відомий яванський театр тіней ваянг, він є центральним елементом класичного традиційного мистецького комплексу алус, який включає різні форми музики, драми, танцю та літератури. Ваянг використовує плоскі ляльки-маріонетки, якими маніпулюють на екрані, освітленому лампою. Вистави представляють драматичні історії з Махабхарати та Рамаяни або з доколоніального минулого Яви.
Важливим компонентом комплексу алус є оркестр гамелан, що складається з бронзових гонгів, металофонів з клавішами, барабанів, флейти, скрипки ребаб, цитри челемпунг, а також вокалістів, чоловіків та жінок. Традиційна музика включає сотні композицій різноманітних форм. Вона є важливою частиною традиційних ритуалів, театральних вистав, зокрема й ваянгу. Традиційний яванський танець підкреслює точний контроль над тілом, особливо при виконанні витончених рухів руками. Найшанованішими танцями є бедойо та шрімпі, в яких молоді жінки вступають у символічний бій. До чоловічих танців належить тарі-топенг, в якому сольні виконавці зображають народних персонажів.
Яванці відзначають усі основні мусульманські свята, але в їхньому фольклорі є й місце для різноманітних надприродних істот доісламського періоду. Яванці дуже шанують дев'ять святих, легендарних фігур валі-сонго, які принесли іслам на Яву. Їм приписують магічні сили, зокрема здатність літати.
Сучасна медицина присутня в усіх районах Яви, особливо в містах. Але, в той же час продовжують свою діяльність дукуни — традиційні цілителі й віщуни. Вони здійснюють магічні обряди, лікують людей за допомогою трав та магічних заклинань. Навіть міські пріяї, які регулярно відвідують лікарів, приходять на консультації до дукунів з приводу конкретних захворювань та психосоматичних скарг.
Весілля є важливою подією в яванському суспільстві. Йому передує сватання, молодий офіційно просить руки молодої в її батька або опікуна. У ніч перед весіллям родичі нареченої відвідують могили предків, щоб отримати їх благословення. Сама церемонія весілля включає укладення ісламського шлюбного договору між нареченим та батьком нареченої. Молодий з друзями та родичами вирушає до хати молодої. Там відбувається святковий бенкет з музикою й танцями. Наречений може забрати наречену через п'ять днів. Сьогодні в заможних родинах, що прагнуть продемонструвати свій статус, в тренді відродження досконалих традиційних весільних обрядів.
Спеціальна церемонія з бекетом проводиться на тридцять п'ятий день після народження дитини, це вважається важливим сімейним святом. Хлопчики зазвичай проходять обрізання у віці від 6 до 12 років.
Похорони проводять протягом години після смерті людини. Участь беруть сусіди та близькі родичі, які можуть приїхати вчасно. Поки сільський чиновник здійснює поховальні ритуали, майструють труну й викопують могилу. У хаті померлого проводять просту церемонію, тоді хода прямує на кладовище, де й відбувається поховання. Яванські похорони відзначаються емоційною стриманістю. Після повернення з кладовища проводять поминальний бенкет, їжу приносять сусіди. Яванці вірять у продовження зв'язків із померлими, особливо з батьками. Могили доглядають родичі. Відвідують їх регулярно, особливо на початку та в кінці місяця посту. У місяць Рамадан та на деякі інші свята люди покладають квіти на могили своїх померлих близьких. Поминки проводять на третій, сьомий, сороковий, сотий, останні — на тисячний день після смерті людини. Вони супроводжуються проведенням сламетану.

## Яванський менталітет
Традиційний яванський світогляд досить консервативний, стійкий до змін і схильний до фаталізму в прийнятті нещастя та свого місця в суспільстві. Переважна більшість яванців надає перевагу містичним вимірам людського існування. Типовий яванський світогляд базується на єдності всього буття, людське життя існує в гармонії з універсальним порядком. Він підкреслює внутрішній спокій, гармонію та стабільність, а також підпорядкування особистості суспільству та підпорядкування суспільства Всесвіту. Міжособистісні відносини ретельно регулюються звичаями та етикетом, спрямованими на збереження цього впорядкованого стану. Звичайно, ці високі ідеали не завжди можуть бути реалізовані в реальному житті. Тим не менш, концепція гармонії є ключовою в яванському суспільстві.
Яванці уникають будь-якої конфронтації, міжособистісних конфліктів, проявів прямої критики, гніву, агресії, роздратування. Вони навіть на тривожні новини реагують з прихильною посмішкою та м'якими словами. Люди ніколи не дають прямої відмови в будь-якому питанні, висловлюючи лише натяки. Принцип збереження мирної взаємодії призводить не лише до уникнення конфліктів та придушення справжніх почуттів, а й до поширення спеціальних способів примирення, особливо в стосунках, пов'язаних зі статусом людини. Крім ввічливого звертання, належна повага вимагає відповідної мови тіла: поклони та повільні граційні рухи. Дітей, які ще не навчилися гідно поводитись, називають durung jawa, «ще не яванці».
Високою чеснотою для яванця вважається терпіння. Почуття терміновості тут взагалі відсутнє.
Яванській культурі властиві колективістські цінності та системи благодійництва, вони підкреслюють вертикальні осі людських стосунків. Займаючи певну позицію в соціальних, політичних або економічних колах суспільства, людина залишається в боргу перед благодійником, який сприяв цьому призначенню, й завжди має бути йому вдячною. Гнучкість кар'єрного росту обмежена обов'язками та відповідальністю. Людина, що займає нижчий щабель, не може обійти за позицією чи рівнем доходів свого благодійника.
Важливим визначальним фактором соціального статусу є вік, навіть коли різниця у віці незначна. Людина, особливо чоловік, не вважається справжньою людиною до досягнення 40-річного віку. Молодші особи на цій підставі можуть залишатися поза процесами прийняття рішень. Іншими детермінантами соціального статусу є сімейний стан, стать та освіта. Таким чином, 40-річний одружений чоловік з університетською освітою може мати високий соціальний статус майже в усіх ситуаціях. Часто дружина такого чоловіка набуває такого ж високого статусу в суспільстві.
Досягнення відповідності поведінки людини моральним нормам суспільства досягається шляхом самоконтролю. Основною формою соціального контролю є реакція сусідів, родина має значно менший вплив. Найсильнішими санкціями є плітки та уникання спілкування (сатру) з певною особою. Більше такі санкції відчуваються в селі, але й у містах вони залишаються потужними мотивуючими фактором для більшості людей.
Яванці не використовують прізвища, вони мають лише одне особисте ім'я. Як приклад, імена відомих індонезійських лідерів ХХ століття Сукарно та Сухарто, обидва вони яванці.
Міські яванці Джакарти, Бандунгу, Джок'якарти, Сурабаї та інших великих міст, як правило, стають все більш схожими на міських жителів інших країн Азії. Вони мають доступ до мобільних телефонів та Інтернету, отримують університетську освіту, при цьому більшість вважає себе вірними мусульманами й намагається дотримуватися приписів своєї релігії. Міські яванці середнього класу як джерелу розваг зазвичай віддають перевагу поп-культурі, а не традиційному виконавському мистецтву. Але останнім все ще насолоджується міська біднота, селяни та деякі представники яванської еліти.

## Визначні яванці
- Гаджа Мада (1290—1364) — політичний і військовий діяч часів Маджапагіту.
- Діпонегоро (1785—1855) — керівник Яванського повстання (1825—1830), національний герой Індонезії.
- Сукарно (1901—1970) — 1-й президент Індонезії.
- Алі Састроаміджойо (1903—1976) — індонезійський політичний діяч.
- Вілопо (1909—1981) — індонезійський політичний діяч.
- Руслан Абдулгані (1914—2005) — індонезійський державний і політичний діяч.
- Сухарто (1921—2008) — 2-й президент і диктатор Індонезії.
- Прамудья Ананта Тур (1925—2006) — письменник.
- Абдуррахман Вахід (1940—2009) — 4-й президент Індонезії.
- Мегаваті Сукарнопутрі (нар. 1947) — 5-й президент Індонезії, дочка Сукарно.
- Сусіло Бамбанг Юдойоно (нар. 1949) — 6-й президент Індонезії.
- Джоко Відодо (нар. 1961) — 7-й президент Індонезії.
- Сусі Пуджіастуті (нар. 1965) — підприємець і державний діяч.
- Анггун (нар. 1974) — співачка.